# Super Aguri SA05
Vous lisez un « article de qualité » labellisé en 2020.
Chronologie des modèles (2006)
Super Aguri SA06
La Super Aguri SA05 est la première monoplace de Formule 1 de l'écurie japonaise Super Aguri Formula 1 Team, engagée lors des onze premiers Grands Prix du championnat du monde de Formule 1 2006. Elle est pilotée par les Japonais Takuma Satō et Yuji Ide, remplacé par le Français Franck Montagny, troisième pilote de l'écurie, dès le Grand Prix d'Europe. Le Japonais Sakon Yamamoto reprend le poste de troisième pilote laissé vacant, à partir du Grand Prix de Grande-Bretagne.
Conçue par les ingénieurs Mike Preston, Daniele Audetto, Peter McCool et Ben Wood, la Super Aguri SA05 est en réalité une Arrows A23 de 2002 développée par Mike Coughlan et Sergio Rinland, adaptée à la réglementation technique en vigueur et à laquelle a été greffée un moteur V8 Honda.
Dernière monoplace du plateau, présentée le 14 février 2006, la SA05 ne réalise que 600 kilomètres d'essais avant le début du championnat. Particulièrement lente, la monoplace japonaise ne permet pas à ses pilotes de concurrencer ses rivaux du peloton, puisqu'elle rend régulièrement une à deux secondes par tour à la Midland M16, l'autre monoplace de fond de grille engagée par la nouvelle équipe russe Midland F1 Racing.
À son volant, le novice Yuji Ide se distingue par des performances largement en deçà de celles de son expérimenté équipier, Takuma Satō. Après un accrochage avec Christijan Albers lors du Grand Prix de Saint-Marin, la Fédération internationale de l'automobile conseille à Aguri Suzuki, le président de Super Aguri, de le remplacer. Ce dernier fait alors appel à Franck Montagny : malgré une monoplace plus lourde de douze kilogrammes et ne bénéficiant pas d'améliorations techniques contrairement à Satō, le Français parvient à faire jeu égal avec le Japonais. 
La SA05 est remplacée par la Super Aguri SA06 à partir du Grand Prix d'Allemagne.

## Contexte et développement

### La mise à l'écart de Takuma Satō, idole du public japonais, par Honda

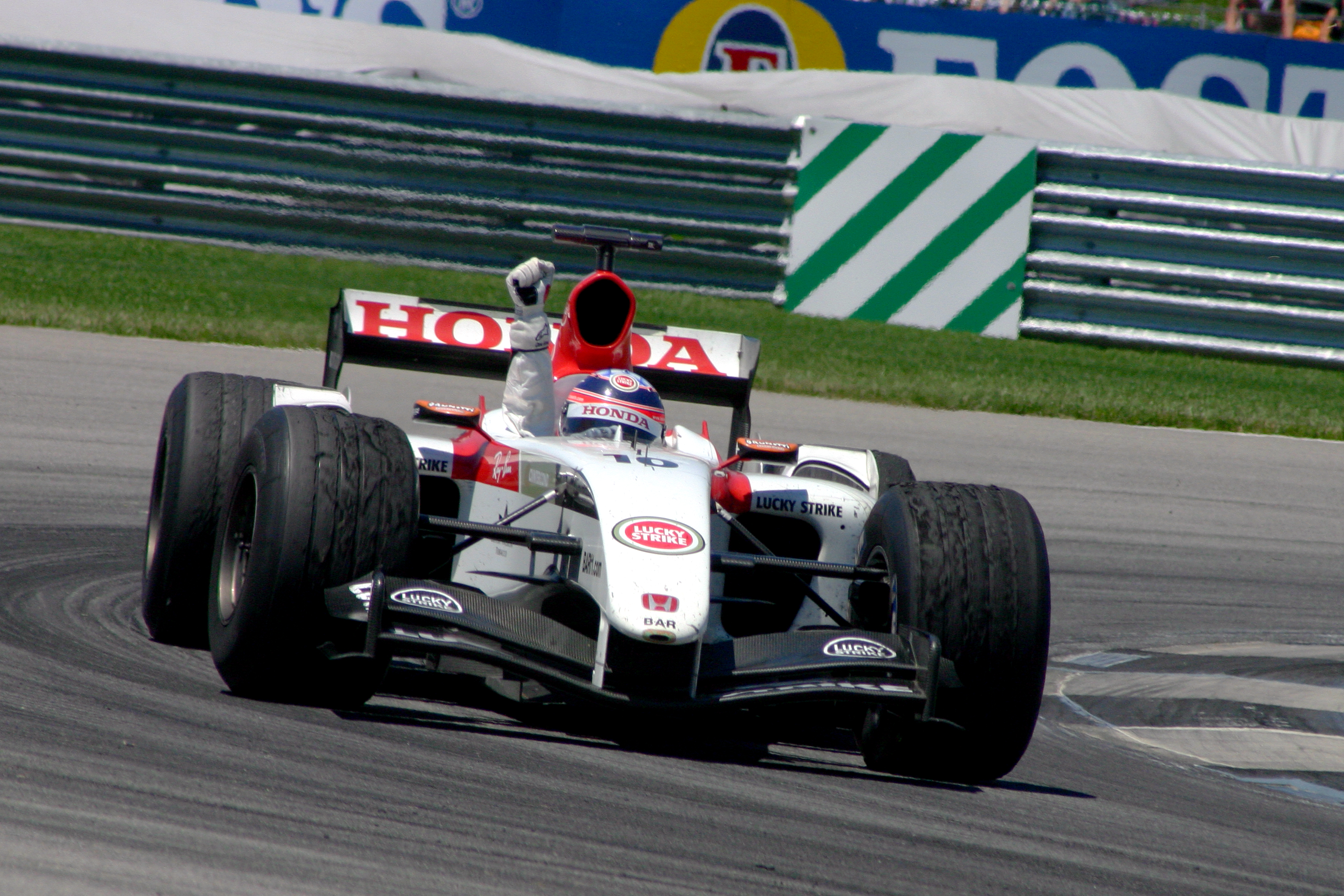
Satō, pilote BAR-Honda depuis 2003, est très populaire depuis son podium à Indianapolis en 2004.

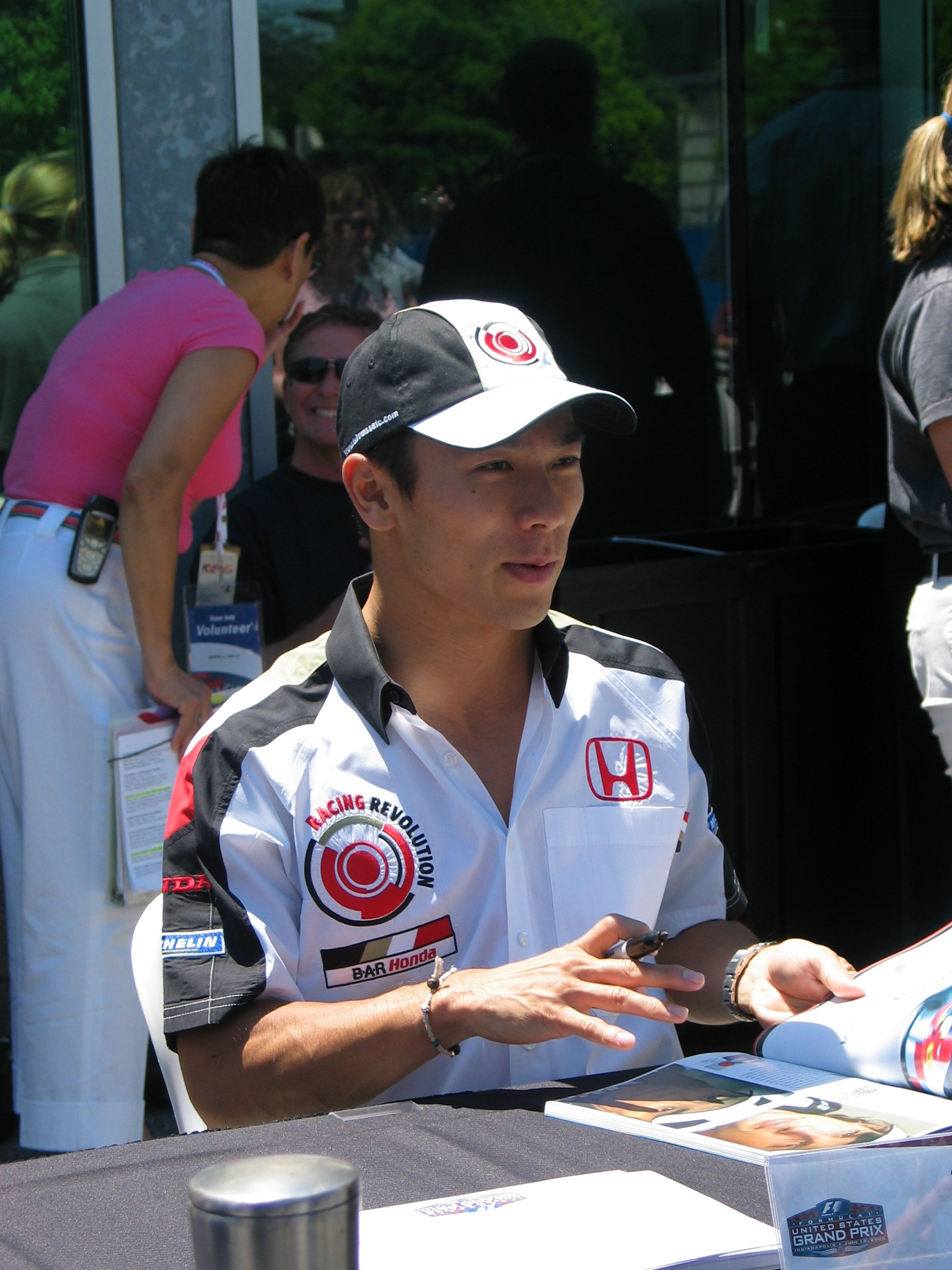
Takuma Satō, vu ici lors d'une séance d'autographes en 2005, est le pilote à l'origine de la naissance de l'écurie Super Aguri.

La naissance de l'écurie Super Aguri est intimement liée à la carrière du pilote automobile japonais Takuma Satō, à ses liens privilégiés avec l'entreprise Honda et au vaste mouvement de soutien du public japonais amateur de Formule 1 envers son unique représentant dans la catégorie-reine du sport automobile.
Champion du Japon de karting en 1997, Takuma Satō rejoint l'Europe où, au volant de monoplaces mues par des moteurs Honda ou Mugen-Honda, il remporte notamment en 2001 le championnat de Grande-Bretagne de Formule 3 au sein de l'écurie Carlin Motorsport ainsi que le prestigieux Grand Prix de Macao de Formule 3,.
À la suite de ces bonnes performances, Honda lui donne un volant de Formule 1 en 2002, chez Jordan Grand Prix, une écurie qu'elle motorise. Il marque ses premiers points lors de son Grand Prix national, la dernière épreuve de l'année, où il se classe cinquième et premier des pilotes Honda,,. Ce bon résultat du pilote novice est à l'origine des liens étroits qui se tissent entre Satō et le public japonais.
En 2003, Satō devient pilote-essayeur de British American Racing, désormais unique écurie équipée des moteurs V10 Honda. Il est ensuite titularisé pour disputer l'ultime épreuve de l'année, le Grand Prix du Japon, lors duquel il reçoit le soutien du public japonais qui lui demande avec force autographes et photographies. Il se distingue, comme l'année précédente, en terminant sixième et s'assure ainsi une titularisation pour 2004.
En 2004, Satō se révèle totalement en inscrivant 34 points et se classant huitième du championnat,. À l'occasion du Grand Prix du Japon, une véritable « Satomania » ébranle les paddocks de Formule 1, le Japonais devient une véritable vedette dans son pays. En effet, au Grand Prix d'Europe, il s'élance pour la première fois en première ligne et devient le premier pilote japonais à mener une épreuve. Il a également, lors du Grand Prix des États-Unis, obtenu son premier podium dans la discipline et, en se classant troisième, est devenu le second pilote japonais de l'histoire à monter sur un podium de Formule 1, le premier étant Aguri Suzuki. Opérations de promotion, séances de photographies, séances de signature d'autographe s'enchaînent et le pilote doit se déplacer sous bonne escorte pour se protéger de ses fans.
Après la seconde place au championnat du monde des constructeurs obtenue en 2004, la saison 2005 de BAR et de Satō tournent au fiasco. Nettement dominé par son coéquipier Jenson Button, il commet de nombreuses erreurs en course et n'inscrit qu'un seul point. Pour son Grand Prix national, où la « Satomania » fait toujours rage (une file de deux kilomètres de passionnés s'étire entre l'hôtel où loge Satō et le circuit de Suzuka), il est même disqualifié pour conduite dangereuse,.
Pendant l'intersaison 2005-2006, Honda, qui possède 45 % de British American Racing, rachète intégralement l'écurie, un an avant la date prévue du retrait de British American Tobacco, détenteur des 55 % restants,. Alors que Button doit rejoindre Williams, les dirigeants de la nouvelle écurie Honda Racing F1 Team se mettent en quête d'un pilote très expérimenté pour atteindre leurs objectifs de victoires et de titres. Pour contrer une rumeur enflant de plus en plus, Honda précise que l'avenir de Satō n'est pas menacé et que le vétéran Rubens Barrichello vient d'être recruté. Button, pourtant lié contractuellement pour trois ans avec Williams à partir de 2006, dénonce alors son contrat pour poursuivre avec Honda,. Avec désormais trois pilotes pour deux places de titulaires, les dirigeants japonais décident de se passer du moins capé, Takuma Satō, désormais sans volant pour 2006, alors que le marché des transferts est clos.
Cette éviction provoque immédiatement un vent de protestation au Japon. Lors du salon automobile de Tokyo, une semaine seulement avant le Grand Prix du Japon, les responsables de Honda sont assaillis de remarques acerbes de visiteurs courroucés par la mise à l'écart de leur pilote fétiche. Certains menacent même de ne plus jamais acheter une voiture de marque Honda,,,. L'ancien pilote de Formule 1 Ukyo Katayama, désormais reconverti en commentateur pour la chaîne de télévision Fuji TV, déclare lors d'une émission consacrée au salon de Tokyo : « Tout le pays est secoué, les fans sont sous le choc. Il y a un vaste mouvement populaire en faveur de Satō, pas uniquement de la sympathie mais une réelle envie de le voir poursuivre sa carrière en Formule 1 ».
Face à un tel camouflet, Honda n'a d'autre solution, pour préserver son image de marque, que de participer à la création de toutes pièces d'une nouvelle écurie de Formule 1 dotée de moteurs V8 Honda où Takuma Satō pourrait trouver refuge. À l'occasion du Grand Prix du Japon, Takuma Satō annonce aux médias, sans avoir reçu l'aval de sa hiérarchie, l'intention de Honda de soutenir une seconde équipe de Formule 1.

### La naissance de l'écurie

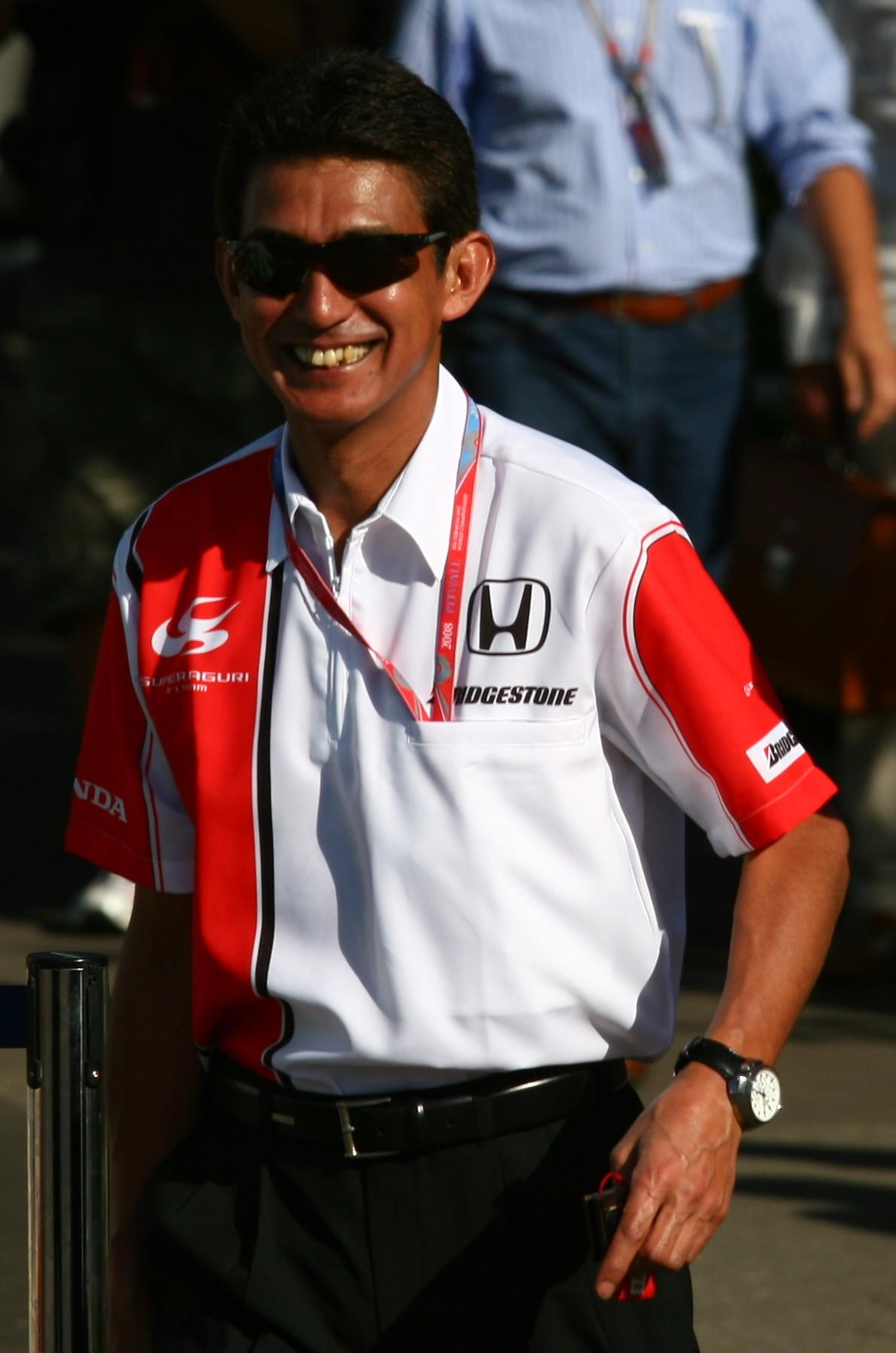
Aguri Suzuki (ici en 2008), le fondateur de l'écurie Super Aguri.

Bien que la décision initiale de créer une nouvelle équipe dotée de moteurs Honda soit essentiellement dictée par la pression des supporters japonais de Takuma Satō et de Honda, la firme japonaise pense pouvoir tirer parti de cet engagement tardif et hasardeux : en motorisant une seconde écurie, elle peut ainsi obtenir deux fois plus de données techniques et faire progresser plus vite son équipe officielle. Honda peut également doubler son poids politique dans les prises de décisions entre constructeurs et pouvoir sportif, comme vont pouvoir le faire Dietrich Mateschitz, qui contrôle Red Bull Racing et la nouvelle venue Scuderia Toro Rosso, ou encore Toyota qui fournit Midland. Ainsi, dès octobre 2005, Honda projette de créer une deuxième écurie, probablement en partenariat avec la société japonaise Dome, en rachetant l'ancienne usine de l'équipe McLaren Racing à Woking.
Plusieurs personnalités japonaises du sport automobile sont approchées pour prendre en main la nouvelle équipe, en premier lieu l'ancien pilote de Formule 1 Satoru Nakajima, historiquement lié à Honda puisqu'il a disputé les saisons 1987 et 1988 au volant de Lotus-Honda et la saison 1991 chez Tyrrell-Honda. Depuis sa retraite de pilote, Nakajima s'est consacré à la gestion de son écurie (qui a engrangé les succès en Formula Nippon) et de la carrière de son fils Kazuki, également pilote automobile, lié depuis plusieurs années avec le rival Toyota. Honda choisit finalement de se tourner vers un autre ancien pilote de Formule 1, Aguri Suzuki, premier Japonais à être monté sur un podium de Formule 1 à l'occasion de son Grand Prix national en 1990.
Malgré le scepticisme général compte tenu de la brièveté des délais, Aguri Suzuki annonce le 1er novembre 2005, à l'occasion d'une conférence de presse, la création de son écurie ainsi que son intention de s'engager en championnat du monde dès 2006. La nouvelle écurie est baptisée « Super Aguri F1 Team » et reprend le prénom de son fondateur, pour ne pas associer Honda à Suzuki, un de ses concurrents commerciaux. Super Aguri est aussi un clin d'œil au personnage de jeu vidéo Nintendo, Super Mario, très apprécié et populaire au Japon. Lors de cette conférence de presse, Suzuki annonce que le siège social de Super Aguri est installé à Tokyo et que l'ancienne usine de l'écurie Arrows, à Leafield au Royaume-Uni, a été louée à l'homme d'affaires John Menard, une solution provisoire puisque Super Aguri projette d'installer toutes ses infrastructures à Brackley, près de celles de Honda Racing F1 Team.
L'écurie, qui emploie une centaine de personnes, est fournie en pneumatiques par Bridgestone et pourrait être soutenue par SoftBank, une entreprise japonaise spécialisée dans les services informatiques. En outre, d'autres rumeurs stipulent que la monoplace de Super Aguri devrait être conçue par la société américaine Panoz.
Aguri Suzuki revendique une identité japonaise très prononcée pour son écurie afin d'attirer un maximum de partenaires financiers japonais pour boucler son budget. Il déclare : « Avec BAR, Honda voulait faire une écurie 100 % Honda. Toyota a créé une équipe 100 % Toyota, moi, j'ai voulu faire une équipe 100 % japonaise, c'est ce qui a guidé mon esprit depuis le début. » Le logo de l'équipe reflète également cette identité nippone et représente des courbes de circuit automobile stylisées en forme de Shaken symbolisant la force et la vitesse. Ainsi, alors que la Formule 1 s'internationalise de plus en plus, Aguri joue la carte de la fierté patriotique : « Renault est une compagnie mondiale, elle ne peut être simplement française. Moi, que puis-je être d'autre que japonais ? Je suis fier que Super Aguri soit plus japonais que Honda. »
Le 4 novembre, l'ingénieur britannique Mark Preston, qui a auparavant travaillé pour les écuries McLaren Racing et Arrows avant d'envisager d'engager sa propre écurie de Formule 1, annonce sa nomination en qualité de « Chief Technical Officer » de Super Aguri. Il est chargé de concevoir une nouvelle monoplace ou d'acquérir la propriété intellectuelle d'un châssis existant.

### L'entrée en championnat du monde de Formule 1
Le 26 octobre, deux semaines avant la clôture des inscriptions, Suzuki informe officiellement la FIA de son intention de participer au championnat du monde de Formule 1. Le 1er décembre, la FIA refuse son inscription au championnat du monde car Super Aguri ne s'est pas acquittée à temps d'une caution de 48 millions de dollars,. Une fois cette somme réunie grâce à Honda, Super Aguri réitère sa demande et doit obtenir une autorisation unanime des dix autres écuries nécessaire en cas d'inscription hors-délai. Les dirigeants de la nouvelle écurie russe Midland F1 Racing semblent refuser, dans un premier temps, l'arrivée de l'équipe japonaise, craignant de terminer à la onzième place du championnat du monde des constructeurs en 2006 et donc de perdre la redistribution des ressources issues des droits télévisés et des défraiements des frais de voyage versées par la Formula One Management. Néanmoins, Colin Kolles, le directeur sportif de Midland, nie faire opposition à l'engagement de Super Aguri et affirme que d'autres écuries bloquent cette inscription,,,.
Finalement, peu avant Noël, Super Aguri obtient l'assentiment des dix autres écuries du plateau pour participer au championnat du monde. Le 26 janvier 2006, la FIA, ayant reçu les garanties financières nécessaires, officialise l'entrée en championnat du monde de Super Aguri,.

## Création de la monoplace

### L'adaptation du châssis Arrows A23 de 2001

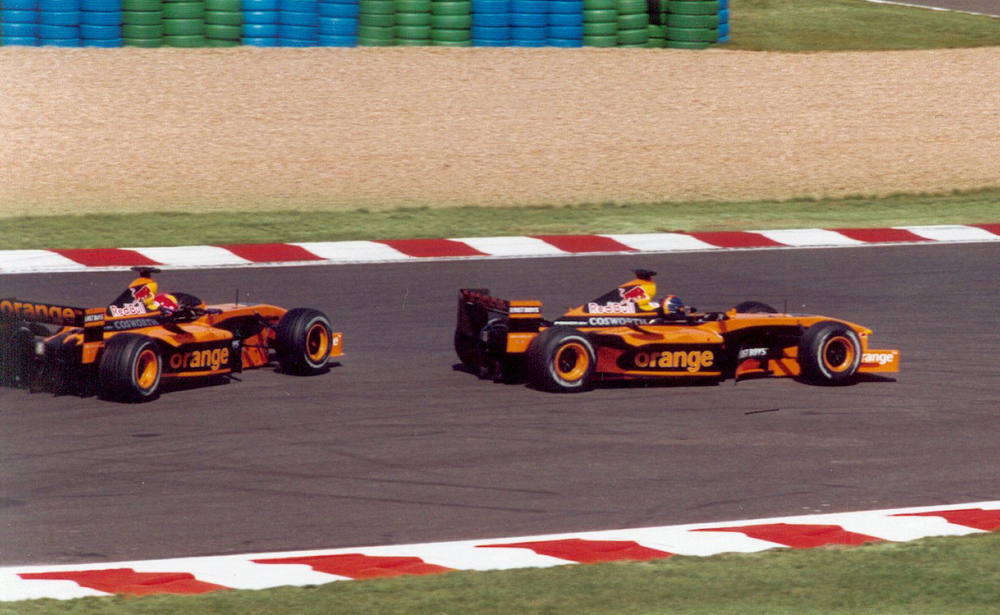
Les châssis Arrows A23 conçus en 2001 ont servi de base de travail pour la conception de la Super Aguri SA05.

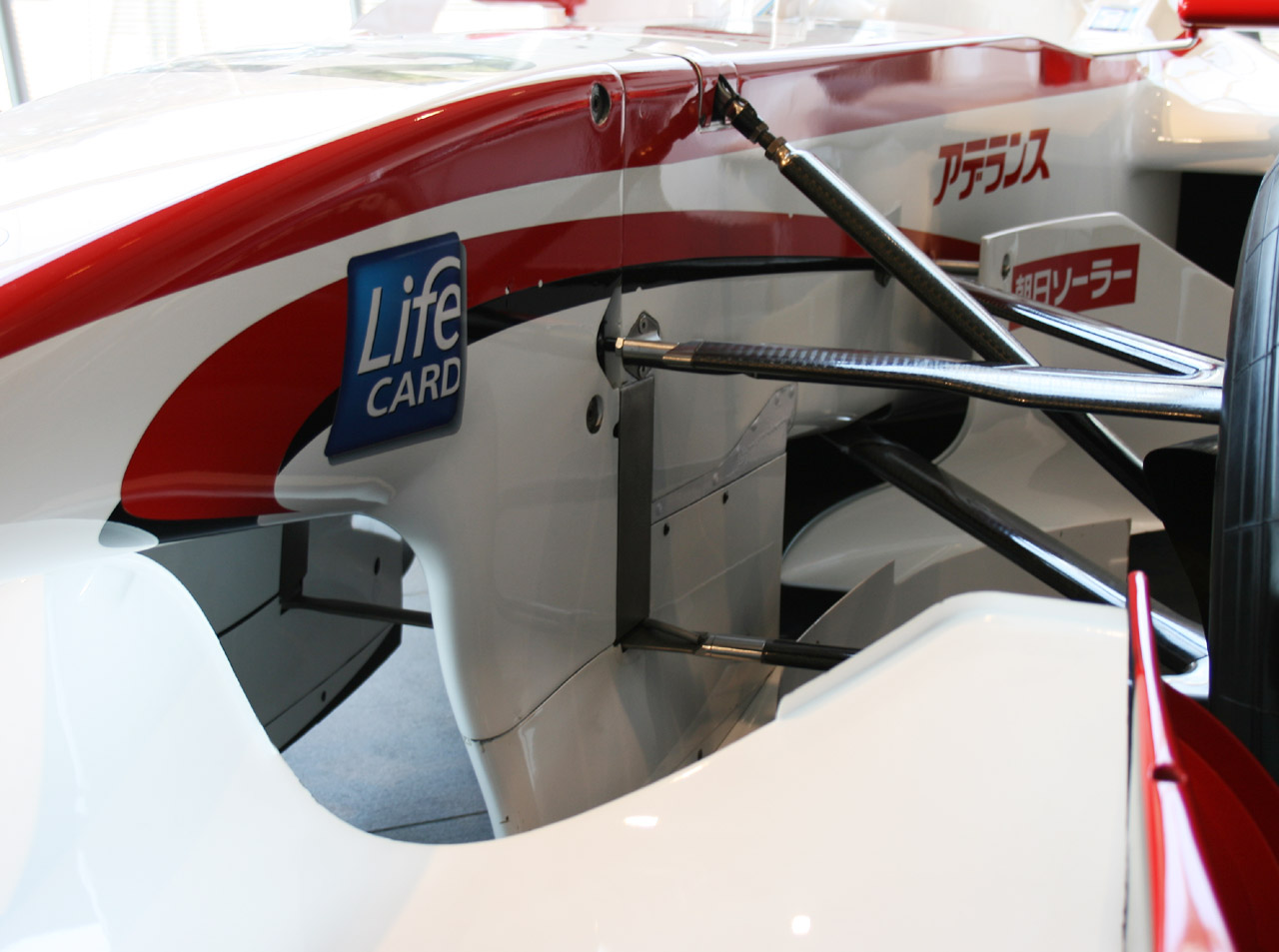
La suspension avant de la Super Aguri SA05.

Super Aguri, dont l'engagement en championnat a été très tardif, ne dispose ni d'assez de temps ni d'assez d'argent (le budget de l'écurie est de 85 millions de dollars, le moteur étant fourni gratuitement par Honda) ni de suffisamment de personnel (seulement une centaine d'employés,) pour construire son propre châssis et envisage alors d'engager un châssis BAR 007 de la saison précédente.
Or, le règlement oblige toute nouvelle écurie engagée à produire son propre châssis et Honda refuse de céder la BAR 007. Super Aguri, qui loue les installations techniques de l'ancienne écurie Arrows, rachète alors à Paul Stoddart, ancien propriétaire de la Scuderia Minardi, des châssis Arrows A23 en sa possession. Ces anciens châssis, dont la conception date de 2001 et dont le dernier engagement en compétition remonte à 2002, vont servir de base de travail aux ingénieurs japonais pour la mise au point de la SA05,. 
L'essentiel du travail du designer Peter McCool, sous la houlette de Mark Preston et Daniele Audetto, ancien directeur technique de Ferrari et impliqué en Formule 1 au sein de l'ancienne écurie Arrows, consiste à mettre aux normes du règlement technique 2006 le vieux châssis Arrows conçu par Sergio Rinland,. Cela ne va pas sans poser de nombreux problèmes dans la mesure où l'A23 abritait un moteur V10 de 3 000 cm3 tandis que le règlement en vigueur impose des blocs V8 de 2 400 cm3. Le châssis ne permet pas une bonne intégration du V8 Honda RA806E car son centre de gravité et ses points d'ancrage sont différents de ceux d'un V10 : l'équipe technique est contrainte d'utiliser des entretoises en carbone pour combler l'espace laissé vacant à la suite de l'implantation du V8. Les problèmes les plus handicapants causés par la nouvelle architecture moteur sont les vibrations importantes causées par le V8 ainsi qu'une rigidité châssis-moteur réduite. Quelques maigres avantages apparaissent toutefois puisque le V8 est plus léger, plus compact (le vilebrequin est placé plus bas) et l'utilisation des entretoises réglables permet de jouer plus facilement sur la répartition des masses.

### Aspects techniques
D'une masse de 600 kilogrammes avec son pilote, longue de 4 620 mm, large de 1 800 mm et haute de 950 mm, la Super Aguri SA05 est dotée d'un châssis monocoque en nid d'abeille en fibre de carbone. Son empattement est de 3 100 mm. La voie avant est de 1 472 mm tandis que la voie arrière est de 1 422 mm. À l'instar de l'Arrows A23, elle se distingue par l'utilisation d'une suspension avant à double quille. Néanmoins, par rapport à sa devancière, elle arbore des pontons plus courts.
La SA05 est propulsée par un moteur V8 Honda RA806E de 2 398 cm3 de cylindrée développant 700 chevaux à 19 000 tours par minute. Ce bloc, ouvert à 90° et d'une masse de 95 kilogrammes, bénéficie de quatre soupapes par cylindre. La transmission est assurée par une boîte de vitesses semi-automatique en carbone et à commande électro-hydraulique, à sept vitesses, provenance de l'ancienne écurie Arrows. Les disques de frein en carbone sont conçus par AP Racing et Hitco.
Les monoplaces sont chaussées de pneumatiques Bridgestone, ce qui n'est guère surprenant de la part d'une équipe se voulant avant tout japonaise; l'accord avec le manufacturier a été facilité par le fait qu'Aguri Suzuki a été le premier pilote à tester des gommes Bridgestone de Formule 1 en 1996, afin de préparer l'entrée en lice du fabricant nippon en 1997 face au rival Goodyear, qui était en situation de monopole depuis le retrait de Pirelli à la fin de la saison 1992.

### Une monoplace de transition
Aguri Suzuki, conscient du « bricolage » de sa monoplace, annonce pour rassurer ses commanditaires que la SA05 n'est qu'une voiture provisoire et que ses ingénieurs planchent sur une nouvelle monoplace appelée à faire son apparition en cours de saison, au Grand Prix de Saint-Marin. Suzuki pense avoir besoin de trois courses pour tirer le maximum de la SA05 et pouvoir développer en parallèle la nouvelle monoplace qui doit être engagée dès le quatrième Grand Prix de l'année pour atteindre son plein rendement pour son Grand Prix national, en fin de saison. Finalement, le projet est repoussé au Grand Prix d'Espagne, sixième manche de la saison,. 
Jamais ce nouveau châssis ne fera son apparition : la Super Aguri SA06, dévoilée lors du Grand Prix d'Allemagne, avec huit courses de retard sur le tableau de marche initialement prévu, n'est qu'une évolution de sa devancière et non une monoplace totalement inédite.

## Choix des pilotes

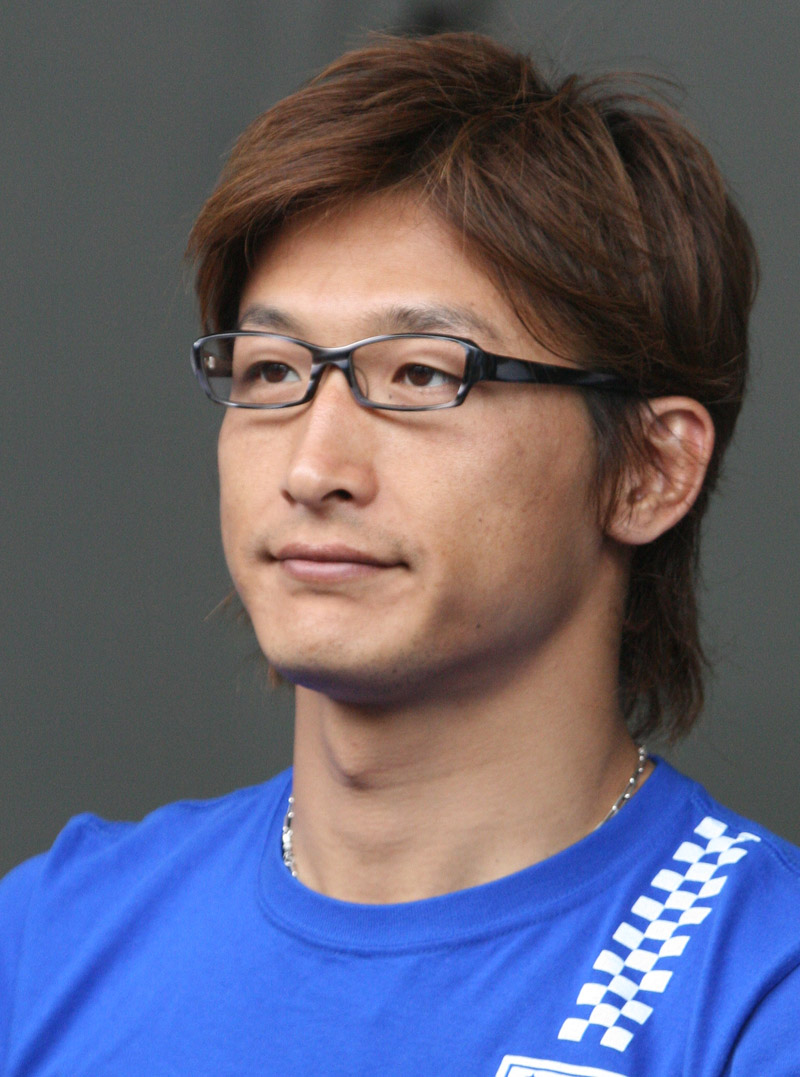
Yuji Ide est nommé pilote titulaire chez Super Aguri avant de se voir retirer sa super-licence par la FIA au bout de quatre Grands Prix.

Si Takuma Satō, logiquement appelé à faire partie de la nouvelle aventure, visite les infrastructures de Super Aguri dès décembre 2005, plusieurs noms circulent quant à l'identité du second pilote. Alors qu'Aguri Suzuki souhaite engager deux pilotes japonais, les rumeurs affirment dès novembre 2005 que le Britannique Anthony Davidson pourrait occuper le second baquet. Suzuki annonce toutefois qu'aucune décision n'est arrêtée à ce stade de la préparation de l'écurie quant au choix des pilotes : « Cela pourrait être deux pilotes japonais ou un pilote japonais. Il pourrait même s'agir de deux pilotes étrangers. À l'heure actuelle, nous sommes dans une course contre la montre et nous avons d'autres priorités. »
Si Davidson renouvelle son contrat de troisième pilote avec Honda Racing F1 Team début janvier 2006, il pourrait cependant rejoindre la nouvelle écurie japonaise en 2007, avec la bénédiction de Honda, si Super Aguri se montre suffisamment performante,.
Suzuki songe à confier le baquet de sa seconde monoplace à Kōsuke Matsūra, champion de Formule Dream en 2000 et pilote de l'écurie Super Aguri Fernandez Racing en IndyCar Series depuis 2004 où il obtient le titre de rookie of the year. Néanmoins, fin janvier, Matsūra prolonge son contrat avec Super Aguri Fernandez Racing.
Dans le même temps, les rumeurs insistent sur la probable arrivée du Japonais Sakon Yamamoto, le troisième pilote de l'ancienne écurie irlandaise Jordan Grand Prix. Yamamoto a impressionné les observateurs lors de sa participation aux essais libres du Grand Prix du Japon 2005, lors desquels il a devancé d'une seconde les pilotes titulaires de l'écurie, Tiago Monteiro et Narain Karthikeyan ; ce dernier est également annoncé comme second pilote de Super Aguri car il pourrait apporter un complément de budget via la société indienne Tata Group,.
Finalement, à la mi-février 2006, Super Aguri officialise la titularisation de Takuma Satō et du Japonais Yuji Ide, vice-champion de Formule Nippon en titre. Ce dernier hérite du second baquet grâce au soutien financier de son commanditaire personnel Mobilecast qui apporte plus de sept millions de dollars bienvenus pour Super Aguri,. Aguri Suzuki commente ainsi le choix de ses pilotes : « S'il y a de bons pilotes japonais, je dois les engager. Satō est une star, un bon pilote de F1. Yuji Ide est peu connu en Europe mais c'est un immense pilote au Japon, très populaire. Je devais le prendre. Mais être Japonais est une priorité, pas une obligation. Si je n'avais pas pris Ide, j'aurais pris... un Français peut-être ? »
Début mars 2006, le Français Franck Montagny signe un contrat de pilote de réserve auprès de l'écurie japonaise pour les deux premières manches du championnat. Bien que Super Aguri ne dispose pas d'un troisième châssis pour faire rouler Montagny, ce dernier peut être amené à remplacer Satō ou Ide en cas d'indisponibilité et est fort de son expérience de pilote-essayeur chez Renault F1 Team, l'écurie championne du monde en titre. Le Français est finalement titularisé à partir du Grand Prix d'Europe, cinquième manche de la saison, en remplacement de Yuji Ide, dont la super-licence a été retirée par la Fédération internationale de l'automobile.

## Engagement en championnat du monde de Formule 1

### Essais de pré-saison

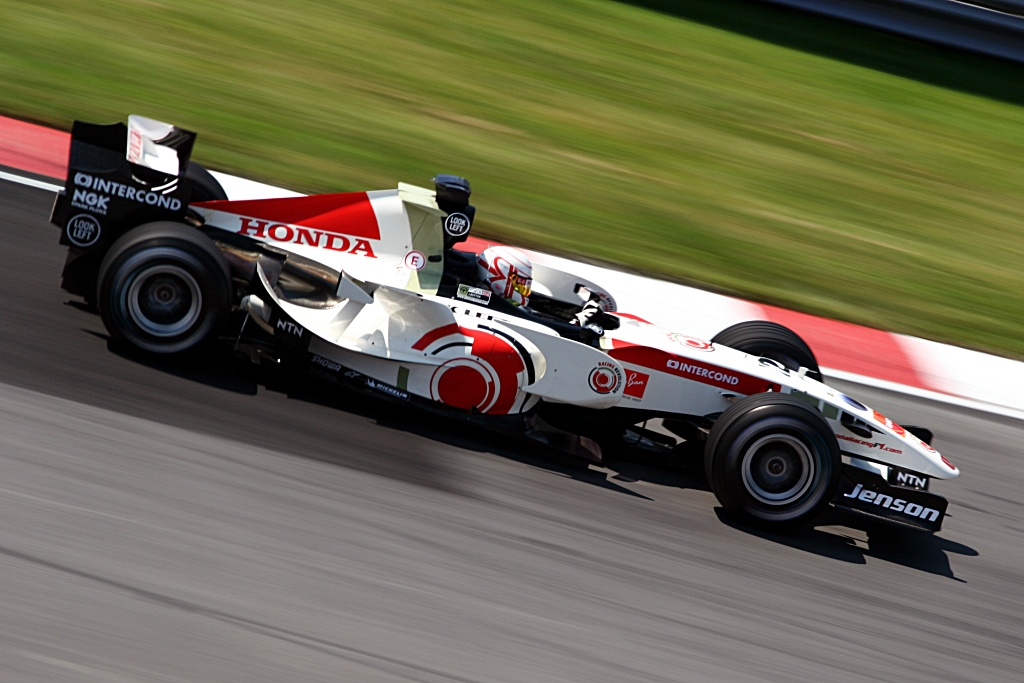
Lors des essais hivernaux, la Honda RA106, l'unique monoplace du plateau disposant du même moteur que la Super Aguri SA05, est plus rapide de six secondes au tour.

Le 14 février 2006, la Super Aguri SA05, parée d'une livrée intégralement blanche, effectue un bref déverminage à l'aérodrome de Kemble, dans le Gloucestershire au Royaume-Uni, avec Takuma Satō à son volant,. Si Aguri Suzuki s'attend à ce que son écurie soit en fond de grille, il espère devenir compétitif d'ici la fin de saison.
La SA05 prend part aux derniers essais de pré-saison organisés sur le circuit de Barcelone du 21 au 23 février, alors que toutes les autres écuries testent leurs monoplaces depuis le mois de janvier. La première journée doit permettre à Super Aguri d'évaluer le bon fonctionnement des systèmes électroniques, hydrauliques et des freins de la SA05. Le matin, Takuma Satō ne fait que trois tours, en raison d'une panne hydraulique. L'après-midi, après un tête-à-queue lors de l'essai d'un nouveau système de contrôle de traction, un nouveau problème hydraulique met fin à la journée du Japonais qui n'a finalement réalisé que huit tours et effectué un temps en 1 min 30 s 244, à treize secondes du meilleur temps établi par Mark Webber, sur Williams FW28.
Le lendemain, Yuji Ide fait ses premiers tours de roues au volant d'une monoplace de Formule 1 ; son objectif est de s'acclimater à la puissance et à l'appui d'une telle voiture et d'accumuler les kilomètres pour la SA05. Le Japonais boucle quarante-trois tours avant un problème électronique au niveau de la boîte de vitesses ; il réalise le quatorzième et dernier temps de la séance, en 1 min 24 s 455, à plus de neuf secondes de Kimi Räikkönen sur McLaren MP4-21 et à cinq secondes de Christijan Albers sur Midland M16, la principale rivale de Super Aguri. 
Enfin, pour la dernière journée, Satō mène une première évaluation de la performance de la SA05 et effectue cinquante-huit tours ; il réalise le dernier temps de la séance, en 1 min 19 s 789, à six secondes de Jenson Button sur Honda RA106 et à 2,6 secondes d'Albers (Midland). Mark Preston, le « Chief Technical Officer » de Super Aguri, considère que son équipe pourra obtenir un « résultat acceptable » lors de la manche inaugurale du championnat, à Bahreïn, d'autant plus que le moteur V8 Honda s'est montré fiable et que les gommes Bridgestone prévues pour le début de saison ont pu être testées.
Le 28 février, Super Aguri et Midland participent à une journée d'essais sur le circuit de Silverstone mais le froid et les chutes de neige ne permettent pas aux deux petites écuries, qui ont configuré l'aérodynamique de leurs monoplaces pour le Grand Prix de Bahreïn, de faire des tours rapides. L'écurie japonaise dévoile la livrée définitive blanche et rouge de la SA05 qui répond désormais à la réglementation technique en vigueur (ce qui n'était pas le cas à Barcelone) et le logotype du principal commanditaire de l'écurie, la société de haute couture japonaise Samantha Thavasa, via sa marque Samantha Kingz,.
Au total, la SA05 effectue moins de 600 kilomètres d'essais lors de l'intersaison. Malgré le peu de roulage effectué, Aguri Suzuki compte obtenir de bons résultats en course « dans un avenir proche » même si les observateurs estiment que ses pilotes sont condamnés aux deux dernières places sur la grille. De son côté, Takuma Satō prévoit « une année très difficile » mais estime que l'écurie pourra s'améliorer « étape par étape »,.

### Première expérience au Grand Prix de Bahreïn

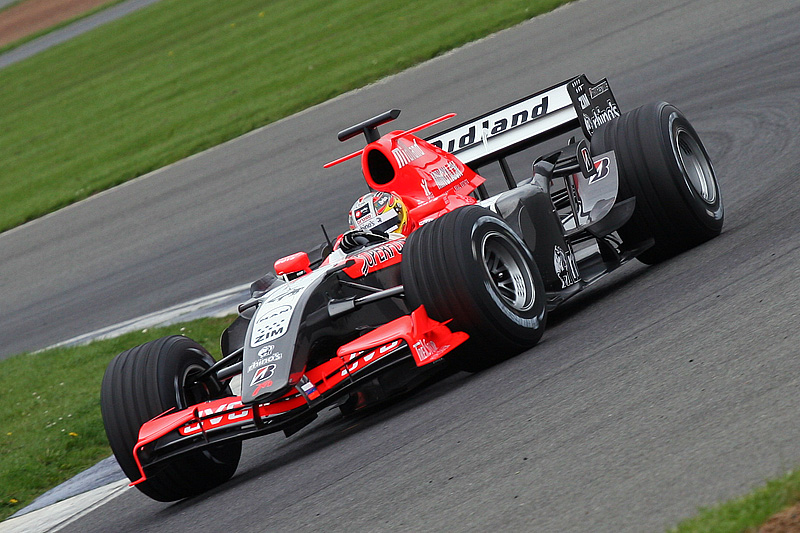
À Bahrein, la Super Aguri SA05 est beaucoup plus lente que la Midland M16...

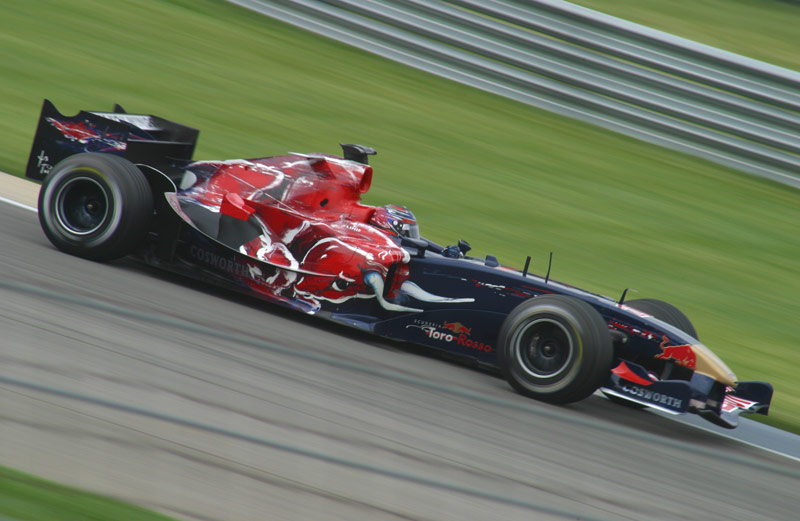
...et que la Toro Rosso STR1, les monoplaces des deux autres nouvelles écuries du championnat.

Super Aguri prend part à son premier Grand Prix de Formule 1 sur le circuit international de Sakhir à Bahreïn, du 10 au 12 mars 2006. Pour cette manche, la partie basse des pontons est rétrécie ; ceux-ci arborent une ailette imposante à l'avant, tout comme la Honda RA106. À l'arrière des pontons, un grand déflecteur est relié par un pilier à un autre déflecteur, plus petit. Enfin, les déflecteurs latéraux disposent de petites ailettes sur leurs bord intérieurs pour améliorer la circulation du flux d'air sous la voiture.
Comme pressenti par les observateurs, les pilotes de la jeune écurie nippone manquent de rythme dès les essais libres. Lors de la séance du vendredi matin, pendant laquelle dix-sept pilotes réalisent un temps chronométré, Takuma Satō se classe seizième, en 1 min 38 s 190, devant Yuji Ide, dernier à deux secondes et demie de son équipier et qui découvre le tracé,. L'après-midi, où vingt-huit pilotes dont plusieurs pilotes-essayeurs, prennent la piste, les deux Japonais bouclent une vingtaine de tours chacun, cinq de plus que lors de la première session, et prennent les vingt-septième et vingt-huitième places, Satō évoluant en 1 min 37 s 588, soit une seconde et demie plus vite qu'Ide, victime d'un tête-à-queue,,. Enfin, lors de la troisième séance libre, le samedi matin, les deux Japonais sont les deux derniers, Satō réalisant un temps de 1 min 36 s 944, cinq secondes devant son équipier,. 
Ces premières séances sont dédiées à la vérification du bon fonctionnement de la voiture qui connaît quelques problèmes électriques. Elle rend surtout plus de six secondes aux meilleures écuries du plateau, Ferrari, Honda et Renault, et entre 1,5 et 3 secondes aux pilotes des deux autres nouvelles équipes du championnat, Midland F1 Racing et la Scuderia Toro Rosso.
Lors de la séance de qualifications, les pilotes Super Aguri sont logiquement éliminés dès la Q1 et ne devancent que Kimi Räikkönen (McLaren), incapable de réaliser un tour chronométré à cause d'un aileron arrière arraché. Satō se qualifie en vingtième position, en 1 min 37 s 411, à plus d'une seconde et demie des pilotes Midland, qualifiés dix-huitième et dix-neuvième. Ide occupe le vingt-et-unième rang, en 1 min 40 s 270, à 8,8 secondes de la pole position de Michael Schumacher (Scuderia Ferrari). 
Si les deux Japonais sont, malgré tout, satisfaits de leur prestation, Ide avoue que son temps de qualification « n'est pas rapide » et qu'il espère progresser au fil de la saison. Il confie : « Tout s'est passé si vite lors de la séance de qualification. C'était comme si ça s'était passé en quelques minutes. C'était si court que je n'ai pas eu le temps d'être nerveux ou excité,. »
En course, les mécaniciens éprouvent des difficultés dans la préparation de la monoplace de Ide qui se présente en retard au tour de chauffe de l'épreuve et écope d'un drive-through qu'il observe au septième tour. Le novice abandonne au trente-cinquième tour à la suite de la casse de son moteur Honda. Son équipier termine dix-huitième et dernier, à quatre tours du vainqueur Fernando Alonso (Renault) et à deux tours de Tiago Monteiro (Midland), dix-septième. 
Malgré une course anonyme lors de laquelle la SA05 est plus lente d'une seconde au tour par rapport à la Midland M16 et de 4,6 secondes face aux Williams FW28, Ferrari 248 F1 et Renault R26, les trois monoplaces les plus rapides de l'épreuve, Satō, dont l'objectif était de finir la course, évoque « un résultat fantastique pour sa jeune équipe ». Aguri Suzuki estime que cette première manche était un bon test pour rattraper le retard accumulé à cause de la non-participation aux essais hivernaux. Conscient du manque d'expérience de Yuji Ide, il insiste sur le fait que son pilote « s'améliorera à chaque course »,.
Lors de cette première manche, Suzuki annonce le report du lancement de la Super Aguri SA06, initialement prévu pour le Grand Prix de Saint-Marin. Il déclare que son développement est « très difficile », eu égard à la petitesse de sa structure, malgré l'aide technique de Honda Racing F1 Team qui fournit les systèmes électroniques et envoie quelques ingénieurs à Super Aguri.

### Problèmes de sous-virage en Malaisie
La semaine suivante, du 17 au 19 mars sur le circuit international de Sepang, Super Aguri participe au Grand Prix de Malaisie où l'objectif est d'accumuler de l'expérience en Formule 1. La journée du vendredi est consacrée à l'étude des pneumatiques Bridgestone. Lors de la première session du matin, Takuma Satō, dix-huitième, tourne en 1 min 41 s 072, à 1,2 seconde des pilotes Midland. Yuji Ide, auteur du dix-neuvième et dernier temps de la matinée, est plus lent que son équipier de 2,6 secondes,. 
L'après-midi, les troisièmes pilotes de chaque écurie sont autorisés à prendre la piste ; Satō (1 min 41 s 159) et Ide (plus lent de 2,6 secondes) sont derniers, occupant les vingt-septième et vingt-huitième rangs, à près de trois secondes de leurs rivaux de l'écurie russe et à 6,5 secondes du meilleur temps établi par Anthony Davidson, le troisième pilote de Honda Racing F1 Team,. Ide souffre de sous-virage, un phénomène qui s'est aggravé avec les pneumatiques testés lors de la deuxième séance. Lors de la dernière séance libre du samedi matin, Satō, vingt-et-unième, améliore en 1 min 38 s 821 et se rapproche à moins d'une seconde de Tiago Monteiro, son plus proche adversaire, alors qu'Ide, moins véloce de 2,2 secondes, est à nouveau dernier malgré un nouvel aileron avant,,.
Lors des qualifications, les problèmes de sous-virage de la SA05 demeurent, notamment dans le deuxième secteur du circuit. Aucune Super Aguri ne franchit l'écueil de la Q1 ; Takuma Satō en 1 min 39 s 011 (à 5,1 secondes de la pole position établie par Giancarlo Fisichella (Renault) et à 1,2 seconde de Monteiro, vingtième) se qualifie en vingt-et-unième position et Yuji Ide conserve la dernière place, en 1 min 40 s 720. Comme quatre pilotes sont pénalisés pour avoir changé de moteur pour la course, les deux pilotes japonais occupent les dix-septième et dix-huitième place sur la grille de départ,,.
En course, Satō parvient à lutter contre les Midland M16 de Tiago Monteiro et Christijan Albers et tient tête à la Toro Rosso STR1 de Vitantonio Liuzzi jusqu'au vingt-cinquième tour. Cependant, la puissance du moteur Honda, qui se révèle être avantageuse dans les longues lignes droites du circuit face aux blocs Toyota de Midland et Cosworth de Toro Rosso, est compensée par le manque d'agilité de la SA05 dans les virages lents et Satō recule jusqu'à la dernière place aux deux tiers de la course ; il termine quatorzième et dernier, à trois tours du vainqueur Fisichella et à un tour de Monteiro, treizième. Yuji Ide se plaint du manque d'équilibre de sa monoplace et, dernier tout au long de sa course, abandonne au trente-troisième des cinquante-six tours à cause de la casse de son moteur Honda,. 
L'écurie japonaise tire néanmoins la satisfaction d'avoir progressé dans les arrêts aux stands et de ne rendre que sept dixièmes à Tiago Monteiro, le plus lent des pilotes Midland.

### Tête-à-queue et calage pour Yuji Ide en Australie

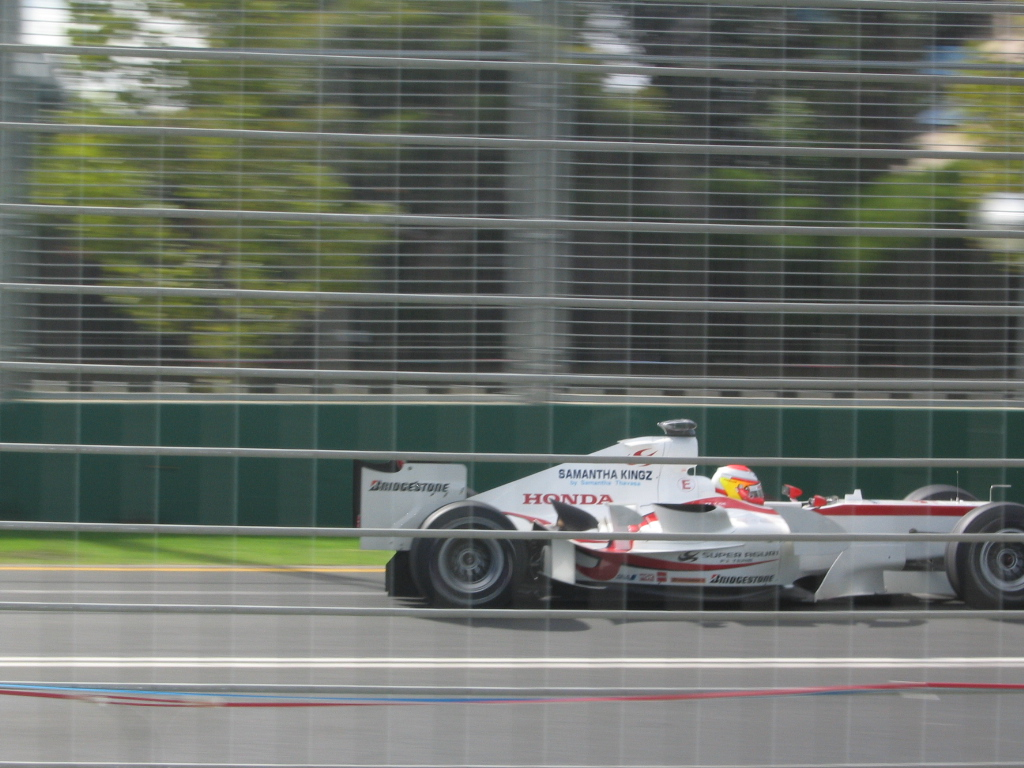
Yuji Ide termine son unique Grand Prix de Formule 1 en Australie, après de nombreux tête-à-queue et avoir provoqué un drapeau rouge en calant lors des qualifications.

Au Grand Prix d'Australie, du 31 mars au 2 avril sur le circuit de l'Albert Park, la SA05, privée d'essais, bénéficie d'un nouvel aileron avant à deux étages ; les éléments de la partie supérieure de cet aileron forment une unique pièce avec les extrémités de l'aileron, imitant ainsi la Renault R26 et la Midland M16. Cette solution renforce l'appui aérodynamique tout en limitant la pénalité de traînée. Yuji Ide se fixe toujours pour objectif de terminer sa première course en Formule 1,. 
Lors des essais libres du vendredi, Takuma Satō tourne en 1 min 34 s 034 ; quinzième, il rend plus de deux secondes aux pilotes Midland F1 Racing et devance Ide, qui apprend le tracé australien, de 2,6 secondes. Les pilotes japonais distancent néanmoins les troisièmes pilotes Markus Winkelhock (Midland) et Neel Jani (Scuderia Toro Rosso), derniers à réaliser un temps lors de cette séance,. L'après-midi, Ide, vingt-huitième et dernier à 2,7 secondes de son compatriote, fait un méplat sur l'un de ses pneumatiques puis part en tête-à-queue plus tard dans la séance. Satō, vingt-septième en 1 min 32 s 556, tourne à 1,5 seconde des pilotes Midland et à 5,7 secondes du meilleur temps établi par Anthony Davidson (Honda) ; il se dit satisfait des évolutions apportées à la voiture,,. Lors de la dernière séance libre réservée aux seuls titulaires, le samedi matin sous la pluie, Ide termine dix-huitième en 1 min 40 s 261, à huit dixièmes de seconde de Tiago Monteiro (Midland) et à 4,9 secondes du meilleur temps de Nick Heidfeld (BMW Sauber F1 Team) ; il devance son coéquipier pour la première fois de la saison. Satō, victime d'un problème hydraulique qui l'empêche de tourner pendant 45 minutes, n'effectue que cinq tours et finit dix-neuvième en 1 min 41 s 448. Ils se classent devant les pilotes McLaren Racing Juan Pablo Montoya et Kimi Räikkönen, et Christijan Albers (Midland), qui tournent très peu,,.
Lors des qualifications, sur une piste sèche, Satō est éliminé dès la Q1 en se classant vingt-et-unième en 1 min 32 s 279, à sept secondes de la pole position de Jenson Button (Honda) et à 1,6 secondes du vingtième, Tiago Monteiro. Le Japonais, déçu de sa performance, a perdu du temps dans le trafic. Ide, ne parvient pas à faire monter ses pneumatiques en température et, privé d'adhérence, part en tête-à-queue à trois reprises et en cale au milieu de la piste, provoquant l'interruption de la séance sur drapeau rouge. Vingt-deuxième et dernier en 1 min 36 s 164, il est relégué à près de quatre secondes de son équipier,,.
En course, Satō et Ide prennent un bon départ et se retrouvent treizième et seizième à la fin du premier tour, au cours duquel trois pilotes abandonnent. Satō conserve sa position jusqu'à son premier arrêt au stand, au vingt-troisième tour, tandis que son équipier est dernier au bout de dix tours. Victime d'un problème avec son pneu avant gauche en toute fin d'épreuve, Satō passe au stand mais, dès la fin du tour suivant, il rencontre un problème avec son pneu avant droit qui l'oblige à terminer la course dans la voie des stands ; il se classe douzième du Grand Prix, à deux tours du vainqueur Fernando Alonso (Renault) et à un tour d'Albers, onzième. Il devance d'un tour son équipier, treizième et dernier, accomplissant ainsi l'objectif d'Aguri Suzuki de voir ses deux pilotes terminer un Grand Prix,,.
Si Ide reconnaît qu'il est « loin d'être compétitif par rapport aux autres pilotes », il se dit heureux d'avoir prouvé qu'il était capable de terminer une course, parlant d'« un rêve devenu réalité ». Le novice japonais a un rythme de course plus lent de trois secondes que celui de Satō, lui-même distancé de plus d'une seconde par les pilotes Midland, les rivaux de Super Aguri en fond de grille,.
Au terme des trois premières manches de la saison, Super Aguri apparaît comme l'écurie la plus fiable du championnat, Takuma Satō étant le pilote ayant effectué le plus de roulage avec 1 762,6 kilomètres et Ide étant huitième de ce classement symbolique avec 1 617,2 kilomètres ; Aguri Suzuki juge ce résultat incroyable et les performances de son écurie meilleures que ce qu'il attendait,. Takuma Satō estime néanmoinsque la SA05 est trop lente et ressent de la frustration quant à son incapacité de se battre dans le peloton.
Enfin, le Grand Prix d'Australie met en avant le cruel manque d'expérience de Yuji Ide, dont le baquet chez Super Aguri est menacé selon les observateurs, qui qualifient sa prestation en Australie de « pathétique » et qui le considèrent comme un pilote de « niveau auto-école ». Si Aguri Suzuki prend sa défense en expliquant que son pilote se donne du mal pour apprendre, il concède qu'Ide a du mal à s'habituer aux monoplaces de Formule 1 et qu'il doit traduire en japonais toutes les communications en anglais de son ingénieur de course à la radio. De son côté, Satō avoue que même s'il tente d'aider son compatriote qui mérite sa place en Formule 1, il ne « peut pas piloter pour lui ». Le pilote Honda Jenson Button déclare que le manque d'expérience et la faiblesse du matériel d'Ide rendent son pilotage dangereux,.

### Accrochage et dernier Grand Prix pour Ide à Saint-Marin

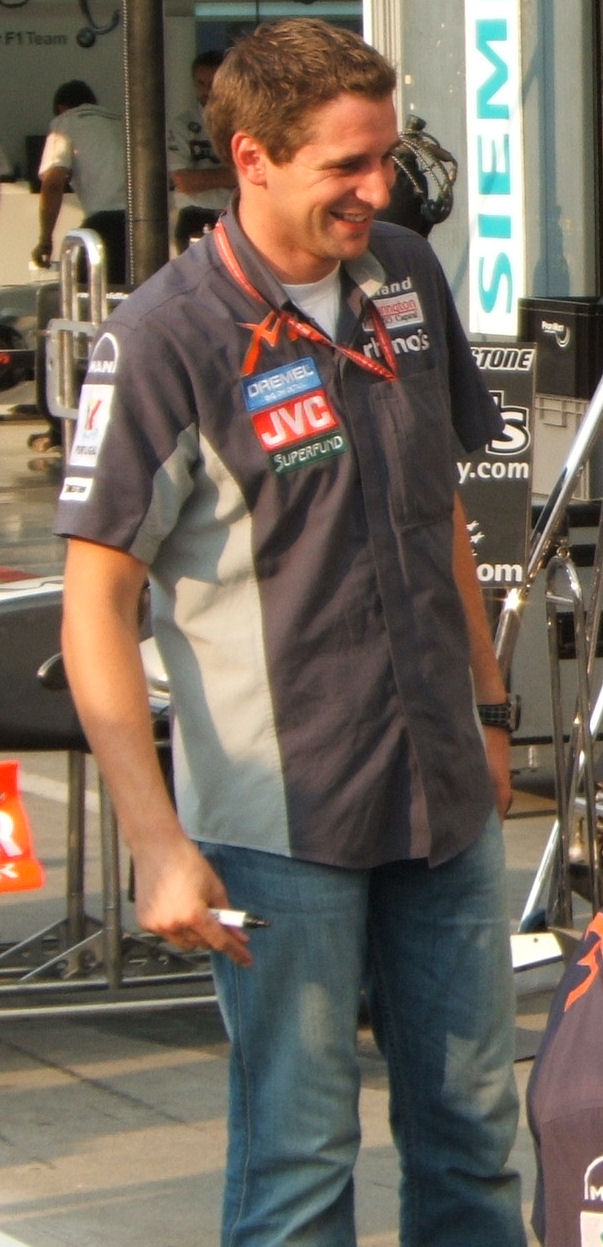
La monoplace de Christijan Albers (ici en 2006) est percutée par celle de Yuji Ide lors du Grand Prix de Saint-Marin, mais le Néerlandais en ressort indemne, après quatre tonneaux et demi.

Quatre jours après l'épreuve australienne, Super Aguri prolonge la location des infrastructures de l'ancienne écurie Arrows, appartenant à John Menard, jusqu'en décembre 2008 et recrute six nouveaux employés. L'écurie japonaise dispose désormais de l'équipement nécessaire pour fabriquer elle-même des pièces pour ses monoplaces. Daniele Audetto, le directeur général, annonce toutefois que le développement de la Super Aguri SA06, qui doit disposer d'une boîte de vitesses fabriquée en interne, d'un centre de gravité abaissée et d'une meilleure répartition des masses, prend du retard et qu'elle ne sera qu'engagée qu'à partir du Grand Prix de Grande-Bretagne, huitième épreuve du championnat, ce qui nécessite donc de développer encore la SA05.
Afin de préparer le Grand Prix de Saint-Marin et développer la SA05, Super Aguri effectue trois journées d'essais sur le circuit de Barcelone, du 12 au 14 avril. Le premier jour, Takuma Satō, chargé d'améliorer l'équilibre de la voiture, effectue 76 tours et le dix-huitième et dernier temps de la séance, en 1 min 19 s 328, à plus de quatre secondes du temps de référence établi par le pilote-essayeur Heikki Kovalainen (Renault). Le lendemain, le Japonais se concentre sur les pneumatiques Bridgestone mais un problème hydraulique met fin à sa journée au bout de 22 tours (dix-huitième et dernier temps en 1 min 13 s 826, à plus de 4,5 secondes de Jarno Trulli sur Toyota). Lors de la dernière journée, toujours consacrée à l'étude du comportement des pneumatiques mais aussi à l'évaluation de nouvelles pièces pour la SA05, Satō est à nouveau victime d'un problème hydraulique durant la matinée : après treize tours, il occupe la seizième et dernière place, en 1 min 19 s 512 à 5,5 secondes de la Renault R26 de Kovalainen. Les problèmes de la monoplace japonaise empêchent Yuji Ide de prendre part aux essais de l'après-midi.
Super Aguri se rend ensuite sur le circuit d'Imola pour disputer, du 21 au 23 avril, la quatrième épreuve du championnat. Lors des essais libres du vendredi matin, Takuma Satō effectue le dix-septième temps en 1 min 31 s 217, à 6,4 secondes de la meilleure performance établie par Michael Schumacher (Scuderia Ferrari). Yuji Ide, qui a étudié le tracé entre les Grands Prix d'Australie et de Saint-Marin et discuté de ses performances avec ses ingénieurs, réalise le dix-huitième et dernier temps, à moins de trois dixièmes de seconde son équipier, son meilleur résultat à la régulière,,. 
L'après-midi, Satō, qui se plaint d'une monoplace très instable sur les vibreurs du circuit, est vingt-septième en 1 min 29 s 870, à 4,8 secondes de Fernando Alonso (Renault) et ne devance que son équipier, relégué à 1,1 seconde,,. Enfin, lors de la troisième séance, le samedi matin, Satō, vingtième en 1 min 28 s 267 et à 4,4 secondes de Schumacher, devance Ide pour une seconde, et Juan Pablo Montoya (McLaren) qui ne tourne pas,. En qualifications, les deux pilotes Super Aguri sont à nouveau éliminés dès la Q1, mais Satō, vingt-et-unième en 1 min 27 s 609 à 4,8 secondes de la pole position établie par Schumacher, se rapproche désormais à huit dixièmes de seconde des pilotes Midland F1 Racing, Tiago Monteiro et Christijan Albers. Yuji Ide, qui a changé les réglages de sa monoplace, tourne en 1 min 29 s 282 et occupe la vingt-deuxième et dernière place sur la grille de départ,.
Aguri Suzuki donne pour objectif à ses pilotes de dépasser les pilotes Midland dès le premier virage et de terminer la course devant eux. Lors du tour de formation, Satō part en tête-à-queue mais rejoint la grille de départ sans encombre. Le premier tour est marqué par le violent accident impliquant Ide et Albers au niveau du virage Villeneuve où le Japonais envoie le Néerlandais dans les graviers ; après quatre tonneaux et demi, Albers sort indemne de sa monoplace tandis qu'Ide rentre aux stands faire réparer sa suspension avant gauche. Il abandonne au vingt-troisième tour à la suite d'un problème de suspension arrière. Son équipier, avant-dernier tout au long de l'épreuve, abandonne au bout de quarante-quatre boucles après un tête-à-queue,. Lors de cette course, la SA05 est deux secondes plus lente au tour que la Midland M16, sa plus proche rivale.
L'incident provoqué par Ide donne lieu à une convocation des deux pilotes impliqués par les commissaires de course. Alors que le Japonais n'écope que d'une réprimande, Christijan Albers considère que les pilotes de l'équipe nippone prennent trop de risques au premier tour pour dépasser les pilotes de l'écurie Midland, qui affichent portant un rythme de course nettement supérieur. Alors que le Néerlandais, après avoir discuté avec Ide, espère que ce dernier restera en Formule 1, Aguri Suzuki annonce qu'il pourrait être amené rapidement à prendre une décision concernant la carrière de son pilote : le lendemain de l'épreuve, des rumeurs annoncent que le Britannique Anthony Davidson pourrait être prêté par Honda pour le remplacer,,. Daniele Audetto, qui ne veut pas d'un pilote qui soit un danger pour les autres concurrents, exige alors qu'Ide réalise une prestation solide lors du prochain Grand Prix d'Europe, sans quoi il pourrait perdre son baquet.
Dans le même temps, Waynes Humphreys, le directeur financier, annonce que la future Super Aguri SA06 sera engagée à partir du Grand Prix de France, onzième manche du championnat. En attendant, une troisième monoplace doit être utilisée lors des essais libres du vendredi ouverts aux pilotes essayeurs des six écuries les moins performantes du championnat, et ce dès le Grand Prix d'Europe, pour compenser le manque d'essais alloués à la SA05. Aguri Suzuki estime plus pertinent de faire rouler une troisième voiture lors des essais du vendredi que de participer à des journées d'essais privés entre chaque course. Cette troisième voiture est alors confiée au Français Franck Montagny,.

### Débuts de Franck Montagny au Grand Prix d'Europe

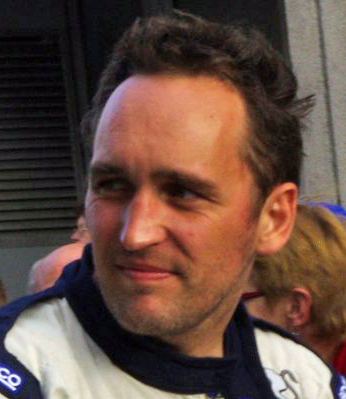
Le Français Franck Montagny (ici en 2011), pilote essayeur chez Renault en 2004 et 2005, fait ses débuts en Formule 1 avec Super Aguri au Grand Prix d'Europe 2006.

Peu avant le Grand Prix d'Europe, la Fédération internationale de l'automobile conseille officieusement à Aguri Suzuki de ne plus aligner Yuji Ide pendant plusieurs courses, le temps qu'il acquière plus d'expérience lors des essais. Honda suggère alors à Suzuki de titulariser Hiroki Yoshimoto qui dispute sa seconde saison en championnat GP2 Series avec des résultats honorables quoique sans éclats. Suzuki, peu convaincu, choisit, la veille des premiers essais libres du Grand Prix d'Europe, de se conformer aux conseils de la FIA et de procéder à une permutation des fonctions d'Ide et de Montagny. Le Français devient ainsi pilote de course tandis qu'Ide, qui avait pourtant appris le tracé du Nürburgring en visionnant les Grands Prix des années précédentes, doit assurer temporairement le rôle de troisième pilote,. Montagny n'est titularisé qu'à titre provisoire, pour cette seule manche, d'autant plus qu'il n'apporte aucun complément budgétaire et que les commanditaires japonais souhaitent le retour d'un pilote nippon sur la deuxième voiture,. Plusieurs pilotes, dont Christian Klien (Red Bull), Nick Heidfeld (BMW Sauber) et Kimi Räikkönen (McLaren), saluent le départ d'Ide dont ils critiquent les trajectoires prises en piste et estiment que sa présence au Grand Prix de Monaco, sur un tracé urbain, aurait été potentiellement désastreuse.
Les deux séances d'essais libres du vendredi du Grand Prix d'Europe, disputé du 5 au 7 mai sur le tracé allemand du Nürburgring sont consacrées à l'étude des pneumatiques et de différents réglages de la SA05. Le matin, Takuma Satō réalise le quinzième temps en 1 min 37 s 817, à 5,7 secondes de la meilleure performance établie par le pilote-essayeur Alexander Wurz (Williams) et à 1,7 seconde des pilotes de l'écurie Midland F1 Racing. Auteur du seizième et dernier temps, Franck Montagny n'est distancé par son équipier que d'un dixième de seconde,. L'après-midi, l'équilibre et l'adhérence de la SA05 s'améliore, ce qui permet à Satō, vingt-sixième en 1 min 36 s 255 (à trois dixièmes de seconde Tiago Monteiro (Midland) et Montagny, vingt-septième à quatre dixièmes de seconde de son équipier, de se rapprocher à moins de quatre secondes des écuries de pointe. Montagny se dit agréablement surpris par sa monoplace, qui « n'est pas aussi lente » qu'il s'y attendait. Si le Français est victime d'une panne hydraulique lors de cette session et fait une erreur lors de son meilleur tour, Suzuki loue les « précieuses informations » apportées sur la voiture par son nouveau pilote,,. Lors de la dernière séance du samedi matin, Montagny, vingt-et-unième en 1 min 35 s 706 à sept dixièmes de seconde Christijan Albers (Midland), est plus rapide de plus de trois dixièmes de seconde que Satō, vingt-deuxième et dernier à 5,2 secondes de Michael Schumacher (Scuderia Ferrari) et dont la monoplace souffre d'un problème de freinage,.
En qualifications, les pilotes Super Aguri ne parcourent que quatre tours rapides avant qu'un drapeau rouge, les empêche d'améliorer leurs performances. Satō se qualifie en vingt-et-unième position, avec un temps en 1 min 35 s 239 plus lent d'une seconde et demie que Monteiro, vingtième sur la grille et de 5,4 secondes que la pole position établie par Fernando Alonso (Renault). Le Japonais s'attire les foudres de Christian Klien et de son directeur Christian Horner (Red Bull Racing), qui l'accusent d'avoir délibérément bloqué le pilote autrichien lors de son tour rapide. De son côté, Franck Montagny, victime d'un problème de démarreur et de pneumatiques froids après un contrôle de pesée de la FIA, est contraint de ne faire que des tours lents et se retrouve vingt-deuxième et dernier, en 1 min 46 s 505,,. Les pilotes de Super Aguri, profitant de la pénalité de dix places infligée par Nico Rosberg (Williams) qui a changé de moteur, s'élancent finalement des vingtième et vingt-et-unième places de la grille.
En course, Satō prend un excellent départ et double de nombreux concurrents au premier virage pour se retrouver en quatorzième position ; sa monoplace, en manque de vitesse en ligne droite de façon anormale, fait qu'il se retrouve avant-dernier après une dizaine de tours. Au terme d'une prestation anonyme en fond de peloton, les deux pilotes de l'écurie abandonnent sur problème hydraulique, Montagny au vingt-neuvième tour et Satō au quarante-cinquième,,. La SA05 rend toujours plus d'une seconde à la Midland M16, sa rivale de fond de grille.
Si Montagny a des difficultés à se hisser au niveau de Satō sur toute la durée d'une course, la différence de poids de 12 kg entre les deux monoplaces, dont seule celle du Japonais bénéficie d'améliorations techniques, justifie en partie cet écart de performance,. Aguri Suzuki lui-même reconnaît que le Français ne bénéficie pas du même traitement que Satō au sein de l'équipe : son ingénieur de piste est un novice et la monoplace moins performante. En coulisses, Aguri Suzuki rencontre Yuji Ide, dont le commanditaire, Mobilecast, tarde à verser les 4 millions de dollars sur les 7,5 millions prévus pour financer le baquet du Japonais.

### Super Aguri se rapproche du rythme de Midland en Espagne

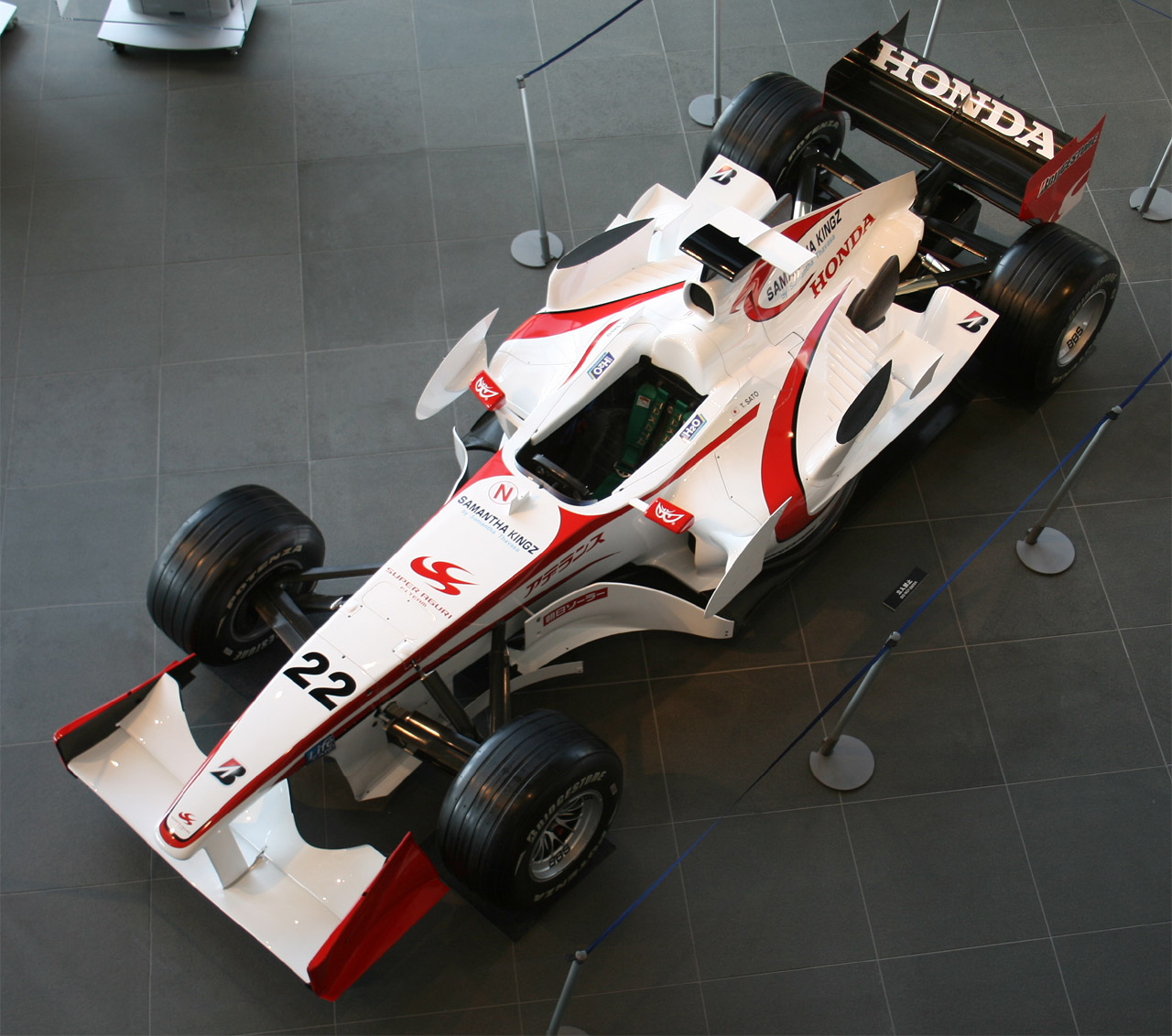
La Super Aguri SA05 parvient à rivaliser avec les Midland M16 lors des essais du Grand Prix d'Espagne.

Le 10 mai, trois jours après le Grand Prix d'Europe, le bureau permanent de la Fédération internationale de l'automobile retire à Yuji Ide sa superlicence, l'empêchant ainsi de courir en Formule 1 en 2006. Si Aguri Suzuki soutient toujours la carrière de son pilote dans la quête d'un avenir dans la discipline-reine du sport automobile, cette décision l'oblige à prolonger la titularisation de Franck Montagny pour au moins deux courses, soit jusqu'au Grand Prix de Monaco, le temps de trouver un nouveau pilote nippon pour satisfaire les commanditaires de son écurie,,,.
Super Aguri participe, du 12 au 14 mai, au Grand Prix d'Espagne, sur le circuit de Barcelone. Lors des premiers essais libres du vendredi matin, seuls neuf pilotes effectuent un tour rapide ; Takuma Satō obtient le dernier temps, en 1 min 20 s 744, à trente-six millièmes de seconde de la Midland M16 du troisième pilote Giorgio Mondini. Franck Montagny n'effectue que trois tours lents avant qu'un problème hydraulique ne mette un terme à sa séance,. L'après-midi, grâce à un meilleur équilibre de sa monoplace, le Japonais améliore, en 1 min 19 s 616 ; vingt-sixième à trois secondes du temps de référence établi par Anthony Davidson (Honda), il devance, pour la première fois, Tiago Monteiro (Midland) de sept dixièmes de seconde, et Montagny, à la peine avec les réglages de sa monture, de 2,6 secondes,,. Le lendemain matin, pour la dernière session d'essais libres, Satō, toujours à trois secondes des meilleurs, est vingtième en 1 min 18 s 857 : dans le rythme des deux pilotes Midland, il distance Christijan Albers de sept dixièmes de seconde, et son équipier Montagny, vingt-deuxième, de 1,2 seconde,.
Lors des qualifications, auxquels David Coulthard (Red Bull Racing) ne participe pas, Takuma Satō, malgré un manque d'adhérence en début de séance, est vingtième en 1 min 18 s 920, mais concède plus de neuf dixièmes de seconde aux pilotes Midland et 4,2 secondes à Fernando Alonso (Renault), auteur de la pole position. Le Japonais est critiqué par Christijan Albers qui l'accuse de rouler trop lentement au niveau du virage Campsa, ce qui a failli, selon lui, provoquer un accident. Franck Montagny, vingt-et-unième en 1 min 20 s 763, ressent une amélioration de la maniabilité de sa monoplace dans les virages rapides mais se plaint de son manque d'agilité dans les courbes lentes,,. Une pénalité de dix places infligée à Jacques Villeneuve (BMW Sauber) permet à Satō et Montagny d'occuper les dix-neuvième et vingtième positions sur la grille de départ.
Montagny prend un bon départ et se retrouve dix-septième à l'issue du premier tour. Au troisième tour, alors qu'Albers tente de le dépasser par extérieur, le Français le touche, crève son pneu arrière gauche et l'envoie en tête-à-queue. Cet accident n'a aucune incidence sur la course de Montagny qui abandonne toutefois au dixième tour sur rupture de son arbre de transmission alors qu'il était dix-neuvième, devant Satō et les pilotes Midland. L'écurie russe juge que les pilotes Super Aguri « prennent trop de risques » et que Montagny « devrait savoir qu'une course ne se gagne pas au premier tour » et demande l'intervention des commissaires de course ; aucune sanction n'est prononcée à l'encontre du Français,. Satō, devant Albers et Monteiro en début de course, se retrouve dernier au onzième tour et franchit la ligne d'arrivée en dix-septième et dernière position, à quatre tours du vainqueur, Alonso, et à un tour de Monteiro. 
Aguri Suzuki, bien que satisfait des excellents départs en course de ses deux pilotes, est déçu de ne voir qu'une seule monoplace à l'arrivée et que celle-ci soit encore trop lente : en effet, si la SA05 s'est montrée capable de rivaliser avec la Midland M16 lors des essais, elle rend encore une seconde par tour aux monoplaces russes en course,.

### Première arrivée pour Montagny à Monaco

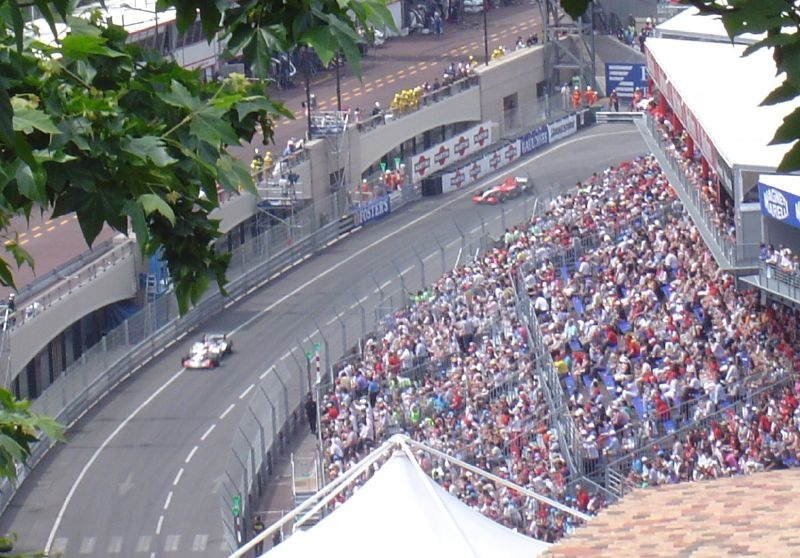
Une Super Aguri SA05 et une Midland M16 au Grand Prix de Monaco 2006.

Une semaine après l'épreuve espagnole, Aguri Suzuki révèle s'intéresser de près au Japonais Sakon Yamamoto qu'il pourrait titulariser aux côtés de Takuma Satō en remplacement de Franck Montagny, à l'issue du Grand Prix de Monaco. Suzuki espère aligner deux pilotes nippons pour contenter ses commanditaires ; la veille des premiers essais libres à Monaco, il annonce toutefois la prolongation du Français pour trois courses supplémentaires, jusqu'au Grand Prix des États-Unis, ce qui permet à Montagny d'espérer conserver son baquet jusqu'à la fin de la saison. Suzuki réfléchit également à son duo de pilotes pour la saison 2007 : il compte convaincre Honda Racing F1 Team de lui prêter le Britannique Anthony Davidson, dont l'expérience pourrait être un atout.
La manche monégasque se tient du 25 au 28 mai sur le circuit de Monaco. Lors des essais libres du jeudi matin, Satō, qui se concentre sur les réglages de la SA05 pour la course, réalise le vingt-cinquième temps en 1 min 21 s 144, à 4,4 secondes de la meilleure performance établie par Fernando Alonso (Renault) tandis que Montagny, chargé de l'essai des pneumatiques, est  vingt-sixième, plus lent de quatre dixièmes de seconde,. L'après-midi, en dépit d'une monoplace nerveuse et pataude dans les virages, le Français améliore (1 min 18 s 731) et se classe vingt-cinquième : s'il est à trois dixièmes de seconde de Christijan Albers (Midland) et 2,8 secondes du meilleur temps établi par le pilote-essayeur Alexander Wurz (Williams), il devance la BMW Sauber F1.06 de Robert Kubica, la Toro Rosso STR1 de Neel Jani et son équipier, vingt-huitième à une seconde,,. Lors de la dernière séance libre du samedi matin, Satō, toujours à la recherche des meilleurs réglages pour la course, réalise le vingtième temps (1 min 17 s 148) : bien que devant Ralf Schumacher (Toyota) et Montagny, vingt-deuxième à huit dixièmes de seconde, le Japonais rend une seconde aux pilotes Midland et Toro Rosso qui complètent la dernière partie du peloton,.
Lors des qualifications, auxquelles Felipe Massa (Ferrari) ne prend pas part, Satō obtient le vingtième temps en 1 min 17 s 276, à 3,3 secondes de la pole position d'Alonso et à une seconde du dix-neuvième, Scott Speed (Toro Rosso). Montagny se contente de la vingt-et-unième performance de la séance en 1 min 17 s 502. Les deux pilotes Super Aguri ayant été gênés par le trafic lors de la Q1, Aguri Suzuki, satisfait des résultats, estime que ses pilotes ont utilisé tout le potentiel de leur monoplace. Une pénalité infligée à Michael Schumacher permet à Satō et Montagny de s'élancer des dix-neuvième et vingtième positions,.
Le tracé urbain du circuit monégasque rendant les dépassements très difficiles, Satō et Montagny ne parviennent pas à se mêler à la lutte en milieu de peloton au premier tour. Ils  parviennent néanmoins à contenir Felipe Massa pendant deux tours. Le Japonais abandonne au quarante-sixième tour à cause d'un problème électrique, après avoir s'être rendu aux stands une boucle plus tôt pour faire modifier ses réglages alors que sa monoplace montrait des premiers signes de ralentissement. Montagny devance Tiago Monteiro pendant quarante tours mais finit par perdre sa position : au terme d'une nouvelle course anonyme, lors de laquelle la SA05 souffre de sous-virage et d'une défaillance de la direction assistée, il franchit l'arrivée d'un Grand Prix de Formule 1 pour la première fois de sa carrière, en seizième position, à un tour du Portugais et à trois tours d'Alonso, vainqueur de l'épreuve,,,. Alors que l'objectif fixé par Suzuki de ramener les deux voitures à l'arrivée pour la deuxième fois de la saison n'est toujours par rempli, le rythme de course de la SA05 ne s'améliore toujours pas, la SA05 restant distancée d'au moins une seconde au tour par toutes les autres monoplaces du plateau.

### Engagement d'une troisième voiture en Grande-Bretagne

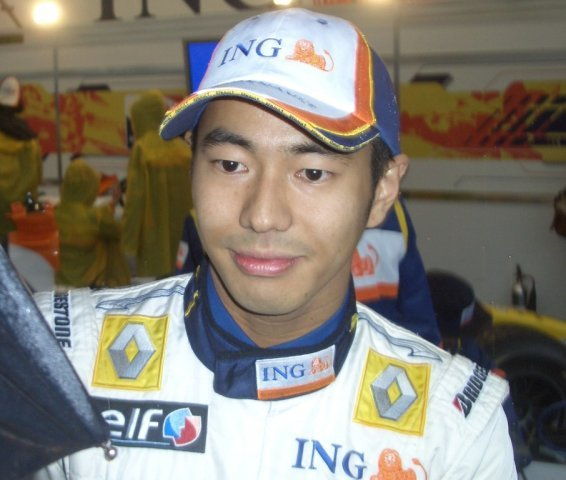
Le Japonais Sakon Yamamoto (ici en 2009), recruté comme troisième pilote, est engagé lors des essais libres du vendredi à partir du Grand Prix de Grande-Bretagne.

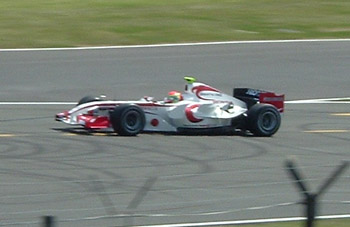
Sakon Yamamoto à bord de la Super Aguri SA05 lors des essais libres du vendredi à Silverstone.

Alors que Super Aguri, à l'instar de Midland F1 Racing, n'effectue pas d'essais privés entre chaque course, Aguri Suzuki annonce, la veille du Grand Prix de Grande-Bretagne, le recrutement de Sakon Yamamoto en qualité de troisième pilote, jusqu'à la manche américaine, chargé de piloter une troisième voiture lors des essais libres du vendredi ; le Japonais a été libéré de ses obligations auprès de l'écurie Kondo Racing en Formula Nippon et de Nissan en Super GT. Les observateurs prédisent que le Japonais pourrait remplacer Franck Montagny dès le Grand Prix de France,.
Lors des essais libres du vendredi du Grand Prix de Grande-Bretagne, disputé du 9 au 11 juin sur le circuit de Silverstone, Super Aguri aligne ses trois pilotes mais Montagny ne tourne pas lors de la première séance. Takuma Satō n'effectue que dix tours en raison d'un problème de capteurs et tourne en 1 min 27 s 724, à plus de trois secondes des pilotes de l'écurie Midland F1 Racing, prenant la treizième place. Sakon Yamamoto, qui découvre une SA05 « difficile à contrôler », est plus lent que son compatriote de deux secondes et se classe quatorzième et dernier,. L'après-midi, Satō, malgré des problèmes de châssis, réalise le vingt-septième temps, en 1 min 25 s 870, à 4,7 secondes du meilleur temps établi par Robert Kubica (BMW Sauber) et à plus d'une seconde du reste du peloton. Montagny, dont la monoplace souffre de survirage, est vingt-huitième à quatre dixièmes de seconde de son équipier tandis que Yamamoto, vingt-neuvième et dernier de la séance, lui rend 2,1 secondes,,. Lors de la session du samedi matin, le Français réalise le vingtième temps en 1 min 27 s 229, à 6,3 secondes de la référence établie par Michael Schumacher (Ferrari) et à au moins trois secondes du reste du plateau ; il subit une sortie de piste mettant fin à sa séance. Son équipier, vingt-et-unième à trois dixièmes de seconde de Montagny, perd le contrôle de sa voiture dans le virage rapide de Beckett et s'écrase contre le muret,,.
En qualifications, seuls vingt-et-pilotes prennent la piste, Jarno Trulli (Toyota) ne prenant pas part à la séance. Au volant de la voiture-mulet, Satō se contente du vingtième temps en 1 min 26 s 158, à trois secondes de Jenson Button (Honda) qui le précède immédiatement, et à 5,9 secondes de la pole position du pilote Renault Fernando Alonso. Franck Montagny, vingt-et-unième des qualifications, est moins véloce que son équipier d'un dixième de seconde,. Satō doit changer de moteur pour la course et écope de dix places de pénalité sur la grille : les deux pilotes Super Aguri intervertissent donc leurs positions.
La course ne permet pas non plus à Super Aguri de se distinguer : au volant d'une SA05 particulièrement lente sur le rapide tracé de Silverstone, Satō et Montagny ne peuvent lutter qu'entre eux : dès le premier tour, le Japonais dépasse le Français. Ils échangent leurs positions aux vingt-deuxième, vingt-quatrième, quarantième et quarante-et-unième tours, lors de leurs arrêts aux stands respectifs. Satō et Montagny terminent derniers, en dix-septième et dix-huitième places, à un tour des pilotes Midland (plus rapides de deux secondes au tour), et à trois tours du vainqueur Alonso. Si aucune voiture de l'écurie n'abandonne, pour la deuxième fois de la saison, le Français évoque une monture instable et survireuse,,.

### Satō proche de devancer Monteiro au Canada
Super Aguri conclut un partenariat technique avec la société néerlandaise Rodac qui doit fournir des outils permettant la production et à l'entretien des pièces des monoplaces. Le logo de l'entreprise est affiché dans le garage et sur les camions de l'équipe.
Durant les essais libres du vendredi matin du Grand Prix du Canada, du 23 au 25 juin sur le circuit Gilles-Villeneuve, peu de pilotes prennent la piste et Franck Montagny réalise le treizième temps en 1 min 21 s 783, à plus d'une seconde des pilotes Midland F1 Racing et à 5,3 secondes du meilleur temps établi par le pilote-essayeur Robert Kubica (BMW Sauber). Takuma Satō et Sakon Yamamoto, quatorzième et quinzième de la séance, évoluent à onze centièmes et à 1,4 seconde du Français,. L'après-midi, la SA05 retrouve de meilleures conditions grâce à l'augmentation de la température à Montréal mais manque toujours d'équilibre et souffre de survirage. Satō améliore, en 1 min 19 s 624, et s'adjuge le vingt-sixième temps, à 2,6 secondes de Kubica. Il devance Sakon Yamamoto, vingt-septième, de six dixièmes de seconde, mais aussi Tiago Monteiro (Midland) et Franck Montagny, dernier,. Pour la dernière session libre du samedi matin, Satō réalise la vingtième performance en 1 min 18 s 926, à 3,4 secondes de Fernando Alonso (Renault), tandis que Montagny, vingt-et-unième à 27 centièmes, distance Christijan Albers (Midland) de trois dixièmes de seconde,.
Les qualifications révèlent à nouveau la lenteur de la SA05 puisque Satō se qualifie en vingt-et-unième position, en 1 min 19 s 088, à 4,1 secondes de la pole position d'Alonso (Renault) et à deux secondes de Monteiro et Albers (Midland), dix-neuvième et vingtième. Montagny, en 1 min 19 s 152, prend la vingt-deuxième place. Une pénalité de dix places infligée à David Coulthard (Red Bull Racing) pour avoir changé de moteur permet aux pilotes Super Aguri de s'élancer des vingtième et vingt-et-unième places.
En course, Montagny prend un bon départ et dépasse Monteiro mais son moteur Honda casse dès le deuxième tour. Satō, seizième à l'issue de la première boucle, est dépassé au troisième tour par Coulthard qui endommage son aileron avant. Après l'avoir changé au stand, le Japonais se retrouve avant-dernier mais devance Monteiro tout au long de l'épreuve. À un tour de l'arrivée, les dépôts de gomme sur le circuit réduisent fortement l'adhérence des monoplaces ; Satō perd le contrôle de sa voiture, percute le mur et abandonne alors qu'il occupait la quatorzième et avant-dernière place. Il est classé quinzième avec six tours de retard sur Alonso, le vainqueur de la course,,. 
Bien que déçu par ce résultat d'ensemble, Aguri Suzuki reconnaît que la SA05 est une voiture aux performances très faibles et difficile à piloter : à Montréal, Satō affiche un rythme de course plus lent de 1,2 que Monteiro, au volant de la Midland M16, la monoplace la plus lente du plateau après la Super Aguri SA05,.

### Double-abandon dans le chaos des premiers tours aux États-Unis

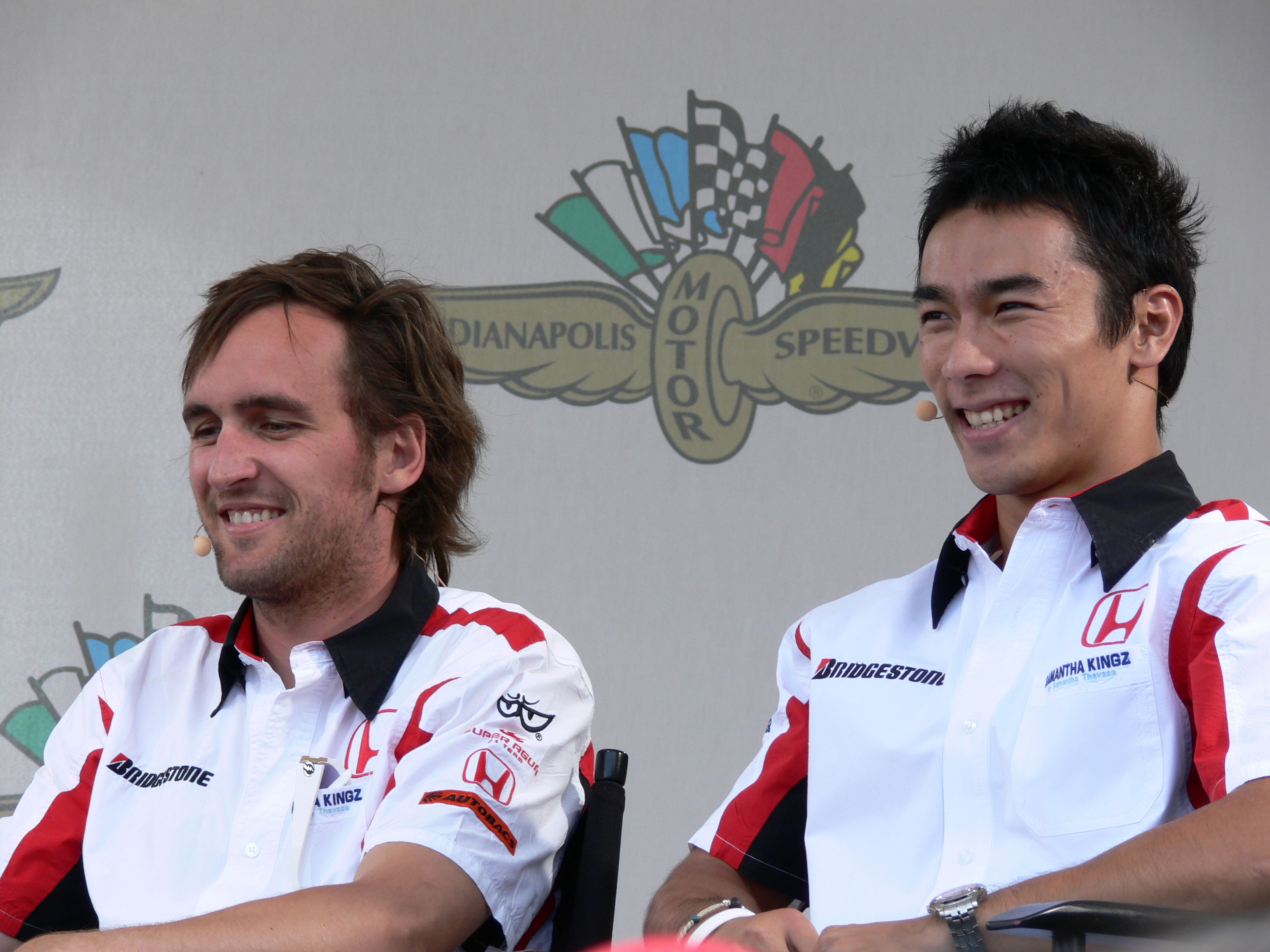
Franck Montagny et Takuma Satō en conférence de presse lors du Grand Prix des États-Unis 2006.

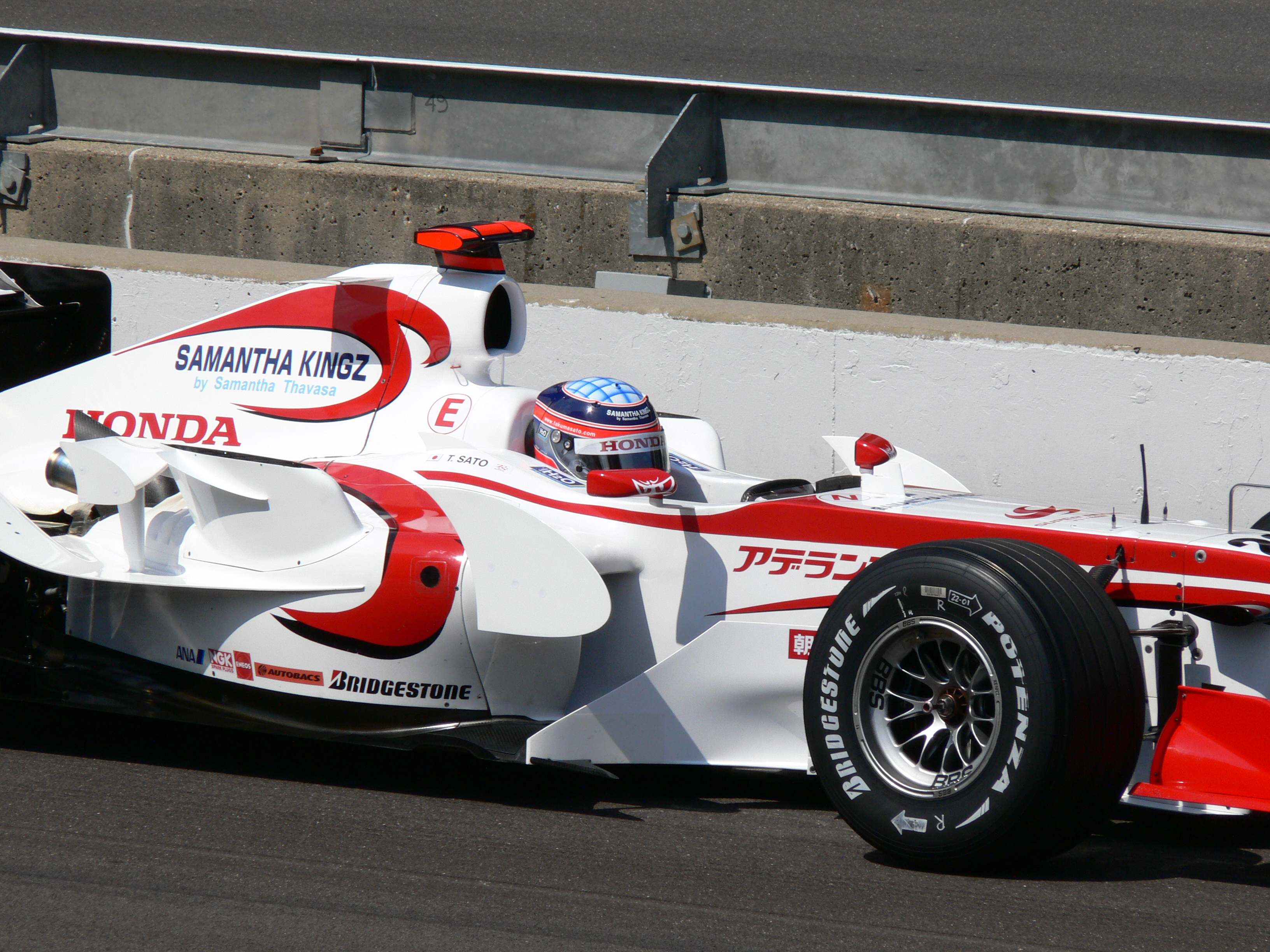
Takuma Satō lors des essais libres à Indianapolis.

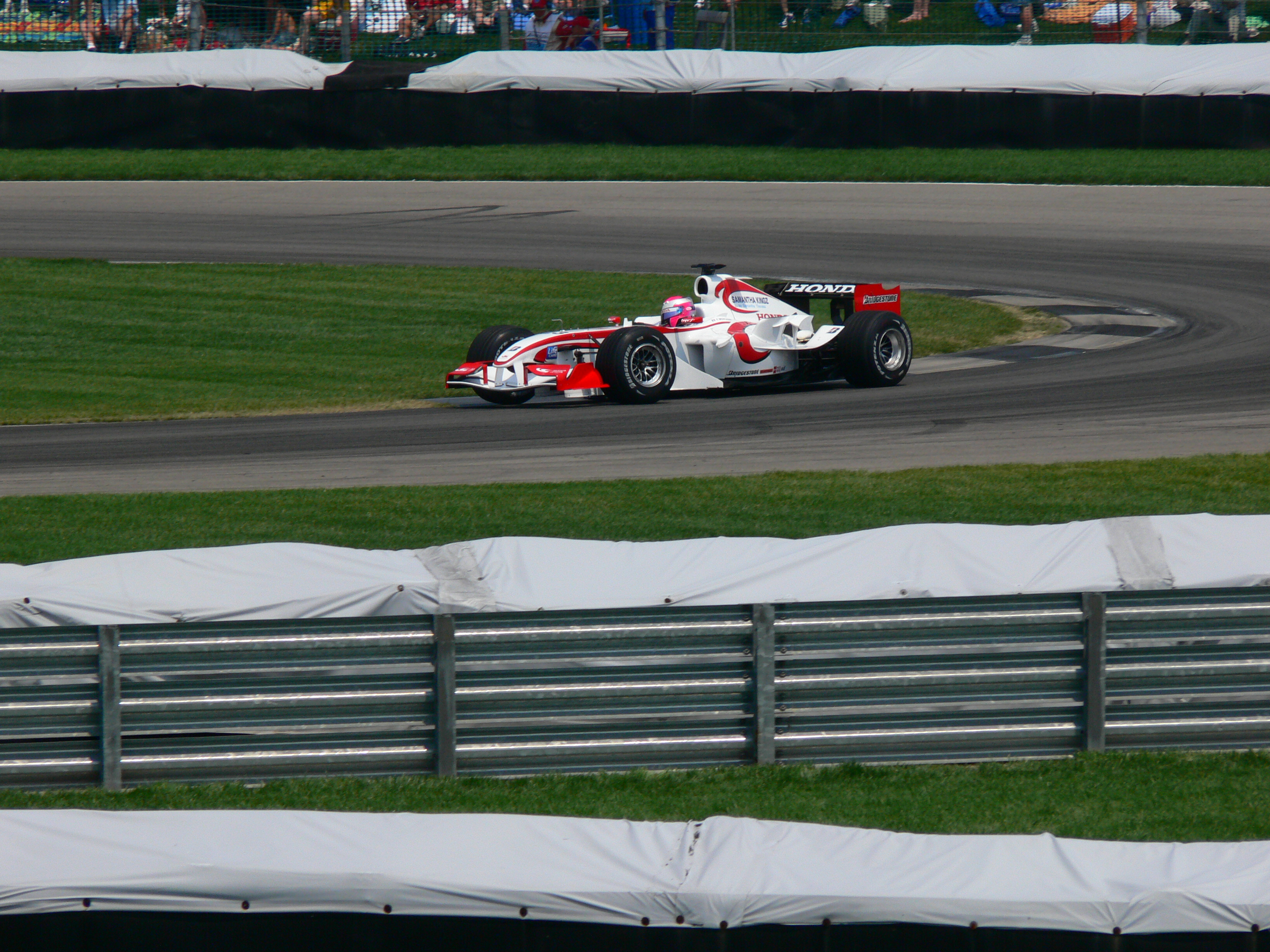
Franck Montagny, qualifié dix-neuvième, abandonne à la suite d'un carambolage au premier tour.

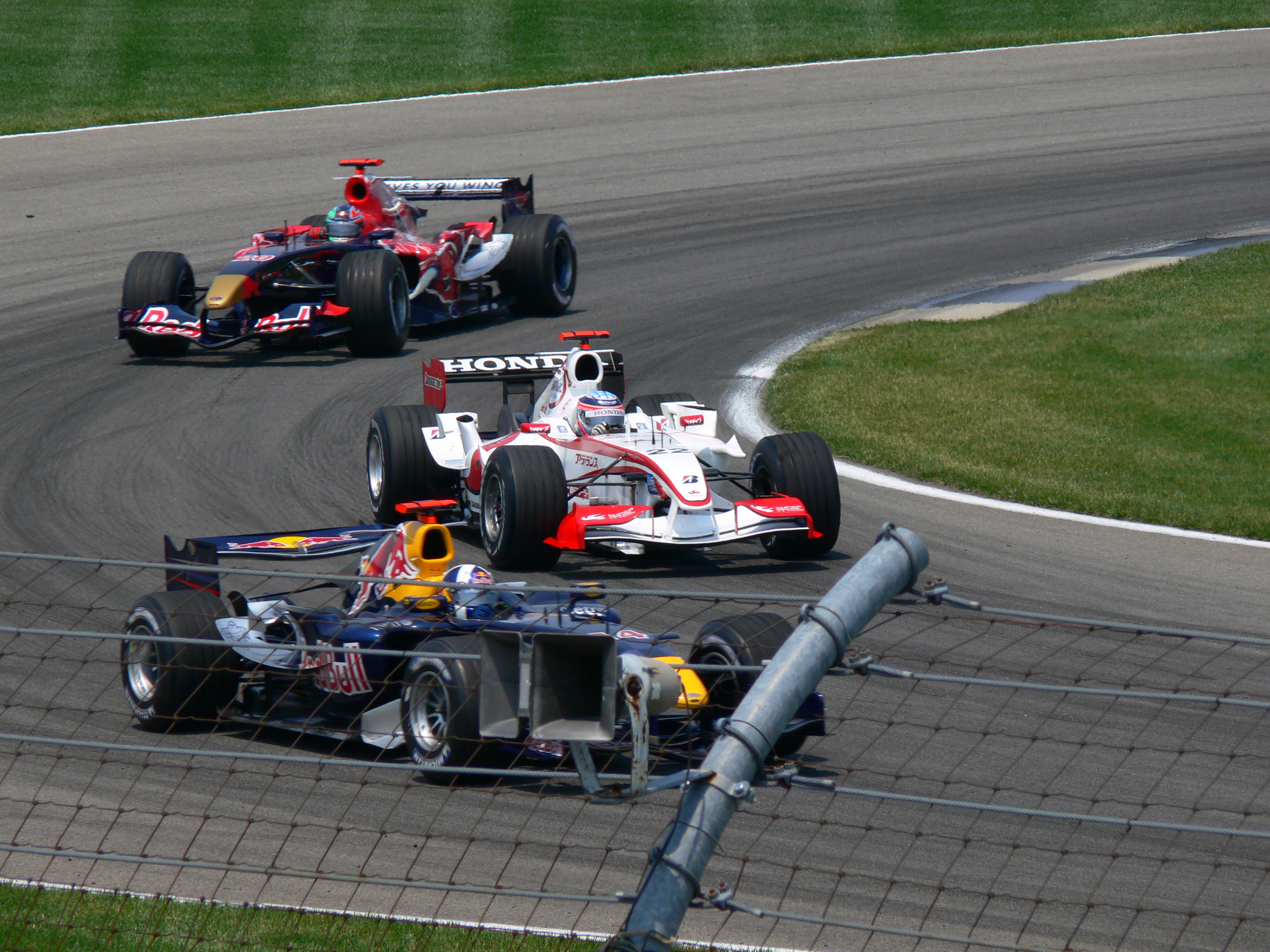
Takuma Satō devant Scott Speed (Toro Rosso) et derrière David Coulthard (Red Bull) au Grand Prix des États-Unis.

Peu avant le Grand Prix des États-Unis, une semaine après la manche canadienne, du 30 juin au 2 juillet, Super Aguri annonce que la nouvelle SA06 sera engagée à partir du Grand Prix d'Allemagne. Bien que le « Chief Technical Officer », Mark Preston, ne se rende plus sur les circuits depuis le Grand Prix du Canada pour superviser la finalisation de la nouvelle monoplace, cette dernière a pris du retard à cause du choix de la nouvelle boîte de vitesses et d'une panne technique de cinq jours qui a affecté la soufflerie de l'écurie en mai. Néanmoins, le châssis a passé avec succès les crash tests d'homologation de la Fédération internationale de l'automobile,.
Lors des essais libres, sur l'Indianapolis Motor Speedway, la SA05 souffre de survirage dans la partie intérieure du circuit mais atteint une vitesse élevée dans la longue ligne droite des stands. Lors de la session du vendredi matin, consacrée une étude comparative des pneumatiques Bridgestone, Takuma Satō réalise le quatorzième temps en 1 min 15 s 971, à trois dixièmes de seconde de Christijan Albers (Midland) et à 3,8 secondes du meilleur temps d'Anthony Davidson (Honda). Le troisième pilote, Sakon Yamamoto, quinzième, rend deux dixièmes de seconde à son compatriote, tandis que Franck Montagny, seizième et dernier à cinq dixièmes de seconde de Satō, est victime d'un problème électrique en fin de séance,. L'après-midi, Satō est vingt-deuxième en 1 min 14 s 391 : à deux dixièmes de seconde d'Albers, il devance Jarno Trulli et Ralf Schumacher (Toyota), David Coulthard et Robert Doornbos (Red Bull Racing), Nico Rosberg (Williams), ainsi que Sakon Yamamoto, dernier à huit dixièmes de seconde de son compatriote et à 3,1 secondes de Davidson. Montagny endommage sa voiture au niveau du quatrième virage du circuit et n'effectue aucun tour chronométré,,. Lors de la dernière session libre du samedi matin, Satō évolue en 1 min 13 s 806, à trois secondes de Michael Schumacher (Scuderia Ferrari) ; il devance Montagny, vingt-deuxième et dernier, de six dixièmes de seconde,.
Lors des qualifications, disputées sous de fortes rafales de vent, Satō réalise la meilleure performance de la SA05 dans cet exercice en obtenant la dix-huitième place, en 1 min 13 s 496, à 2,6 secondes de la pole position de Schumacher. Il devance ainsi Rosberg (Williams), Trulli (Toyota), Montagny, vingt-et-unième en 1 min 16 s 036 (dont la monoplace souffre de problèmes électroniques que les mécaniciens ne parviennent pas à résoudre) et Vitantonio Liuzzi (Scuderia Toro Rosso),. L'annulation des temps de Rosberg qui a ignoré un contrôle des commissaires de course et la pénalisation de Trulli qui doit changer de suspensions permettent au Français de s'élancer de la dix-neuvième place. Le Japonais estime que sa voiture « était vraiment bien » lors de cette séance.
La course tourne court puisqu'au premier virage de l'épreuve, un carambolage impliquant sept pilotes contraint Kimi Räikkönen, Juan Pablo Montoya (McLaren), Nick Heidfeld (BMW Sauber), Mark Webber (Williams), Scott Speed (Toro Rosso), Christian Klien (Red Bull) et Franck Montagny à abandonner. Au septième tour, alors que la voiture de sécurité retourne aux stands, Satō, alors onzième, prend le meilleur sur David Coulthard (Red Bull) puis tente de dépasser Tiago Monteiro (Midland) dans le premier virage du circuit mais le harponne, causant leur double abandon. Les pilotes se rejettent mutuellement la responsabilité de l'accident : le Japonais accuse le Portugais d'avoir refermé la porte sur lui tandis que ce dernier qualifie le pilotage de Satō de « kamikaze » et l'accuse d'avoir bloqué ses roues et freiné trop tard. Monteiro demande, en vain, des excuses au pilote Super Aguri et qualifie son échange de « perte de temps », estimant que les incidents en piste de la part des pilotes de l'écurie nippone « commencent à devenir embêtants »,,,.

### Montagny devant Satō pour la dernière course de la SA05 en France

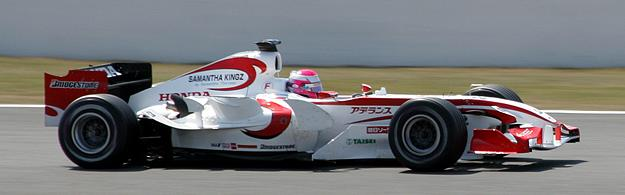
Au Grand Prix de France 2006, Franck Montagny domine son équipier tout au long du weekend de course et se classe seizième de son Grand Prix national.

Peu avant le Grand Prix de France, du 14 au 16 juillet sur le circuit de Nevers Magny-Cours, Super Aguri annonce que Franck Montagny disputera son Grand Prix national avant de céder son baquet à Sakon Yamamoto à partir du Grand Prix d'Allemagne. Aguri Suzuki se dit pleinement satisfait du travail accompli par le Français mais justifie son remplacement par le fait que l'éviction d'Ide a porté atteinte à l'image de l'écurie dans son pays (comme ce fut le cas pour Honda avec le licenciement de Satō) et que cette pression l'a poussé à recruter un nouveau pilote japonais. Le Français retrouvera alors son poste de troisième pilote. Montagny, qui n'apporte aucun complément de budget à son écurie et soutenu seulement par la Fédération française du sport automobile, invite à cette occasion 500 étudiants de grandes écoles de commerce et d'ingénieur en fin de scolarité pour sensibiliser ces futurs décideurs du monde de l'entreprise à l'intérêt d'investir dans le sport automobile et à soutenir la carrière des pilotes français,.
Lors des essais libres du vendredi matin, Franck Montagny réalise le quatorzième temps en 1 min 20 s 790, à quatre dixièmes de seconde de Tiago Monteiro (Midland) et à presque quatre secondes de la meilleure performance établie par Robert Kubica (BMW Sauber). Takuma Satō, dont la monoplace manque d'adhérence et souffre de la forte chaleur qui s'abat sur le circuit nivernais, est quinzième à quatre dixièmes de seconde de son équipier ; Sakon Yamamoto, seizième, est relégué à deux secondes en raison de nombreux problèmes de châssis,. L'après-midi, Satō améliore en 1 min 19 s 996 : vingt-troisième à trois secondes de Kubica, il devance Scott Speed (Toro Rosso), Christian Klien et David Coulthard (Red Bull Racing), Jacques Villeneuve (BMW Sauber), Montagny, vingt-huitième à 1,1 seconde de son équipier gêné dans son meilleur tour par la Williams FW28 du troisième pilote Alexander Wurz, et Sakon Yamamoto, vingt-neuvième et dernier, avec deux secondes de retard sur son compatriote,,. Le samedi matin, le Français, vingt-et-unième, évolue en 1 min 19 s 497, à 2,4 secondes de Villeneuve tandis que son équipier, dont la séance est interrompue par un problème mécanique, est vingt-deuxième et dernier avec deux secondes de retard,.
Pour la première fois en qualifications, Montagny bat son équipier en s'adjugeant la vingt-et-unième place, en 1 min 18 s 637, à 3,1 secondes de l'auteur de la pole position, Michael Schumacher (Scuderia Ferrari) et à une seconde du vingtième, Monteiro. Satō, dont la monoplace manque toujours d'adhérence, se contente de la vingt-deuxième et dernière place, en 1 min 18 s 845,. Vitantonio Liuzzi, pénalisé d'un recul de dix places pour avoir changé de moteur, Montagny et Satō s'élancent alors des vingtième et vingt-et-unième places sur la grille.
Pour la dernière course de la SA05, le Japonais souffre d'une monoplace lente lors du tour de formation et abandonne dès le premier tour, son embrayage cassant à la sortie du virage R180. Montagny double Monteiro, qui abandonne en début de course puis mène une prestation anonyme qui s'achève à la seizième place, à trois tours du vainqueur, Michael Schumacher, et à un tour du quinzième, Christijan Albers (Midland),. 
Aguri Suzuki convient que la SA05 n'est « pas une voiture de compétition » ; elle rend huit dixièmes de seconde au tour à la Midland M16,.

## Devenir des monoplaces
En février 2020, Silverstone Auctions met en vente, à l'occasion de la Race Retro Classic and Competition, un simulateur de course conçu à partir d'un châssis SA05 adapté pour que quiconque, quelle que soit sa corpulence, puisse se glisser à l'intérieur,.

## Résultats en championnat du monde de Formule 1
| Saison | Écurie                     | Moteur          | Pneus       | Pilotes         | Courses | Courses | Courses | Courses | Courses | Courses | Courses | Courses | Courses | Courses | Courses | Courses | Courses | Courses | Courses | Courses | Courses | Courses | Points inscrits | Classement |
| Saison | Écurie                     | Moteur          | Pneus       | Pilotes         | 1       | 2       | 3       | 4       | 5       | 6       | 7       | 8       | 9       | 10      | 11      | 12      | 13      | 14      | 15      | 16      | 17      | 18      | Points inscrits | Classement |
| ------ | -------------------------- | --------------- | ----------- | --------------- | ------- | ------- | ------- | ------- | ------- | ------- | ------- | ------- | ------- | ------- | ------- | ------- | ------- | ------- | ------- | ------- | ------- | ------- | --------------- | ---------- |
| 2006   | Super Aguri Formula 1 Team | Honda V8 RA806E | Bridgestone |                 | BAH     | MAL     | AUS     | SMR     | EUR     | ESP     | MON     | GBR     | CAN     | USA     | FRA     | ALL     | HON     | TUR     | ITA     | CHI     | JAP     | BRÉ     | 0               | 11e        |
| 2006   | Super Aguri Formula 1 Team | Honda V8 RA806E | Bridgestone | Takuma Satō     | 18e     | 14e     | 12e     | Abd     | Abd     | 17e     | Abd     | 17e     | 15e     | Abd     | Abd     |         |         |         |         |         |         |         | 0               | 11e        |
| 2006   | Super Aguri Formula 1 Team | Honda V8 RA806E | Bridgestone | Yuji Ide        | Abd     | Abd     | 13e     | Abd     |         |         |         |         |         |         |         |         |         |         |         |         |         |         | 0               | 11e        |
| 2006   | Super Aguri Formula 1 Team | Honda V8 RA806E | Bridgestone | Franck Montagny |         |         |         |         | Abd     | Abd     | 16e     | 18e     | Abd     | Abd     | 16e     |         |         |         |         |         |         |         | 0               | 11e        |

Légende : 
| Couleur  | Résultat                                                                                         |
| -------- | ------------------------------------------------------------------------------------------------ |
| Or       | Vainqueur                                                                                        |
| Argent   | 2e place                                                                                         |
| Bronze   | 3e place                                                                                         |
| Vert     | Classé dans les points                                                                           |
| Bleu     | Classé hors des points Non classé (Nc.)                                                          |
| Violet   | Abandon (Abd.)                                                                                   |
| Rouge    | Non qualifié (Nq.) Non pré-qualifié (Npq.)                                                       |
| Noir     | Disqualifié (Dsq.)                                                                               |
| Blanc    | Non partant (Np.) Forfait (Forf.) Suspendu (Susp.) Course annulée (A.)                           |
| Gras     | Pole position                                                                                    |
| Italique | Meilleur tour en course                                                                          |
| *        | Le pilote a abandonné mais est classé pour avoir parcouru plus de 90 % de la distance de course. |
| +        | Résultat en course Sprint (si arrivée dans les points).                                          |